# Danh sách trò chơi của Electronic Arts: 2010 – nay
Đây là danh sách trò chơi điện tử đã xuất bản hoặc được phát triển bởi Electronic Arts. Kể từ năm 1983 và bản phát hành năm 1987 của Skate or Die!, hãng đã lần lượt xuất bản và phát triển các trò chơi, gói trò chơi, cũng như một số sản phẩm phần mềm trước đó. Chỉ các phiên bản của trò chơi do EA phát triển hoặc xuất bản, cũng như số năm phát hành của các phiên bản đó mới được liệt kê ở đây.
| Được phát triển và xuất bản bởi EA |
| Chỉ được phát triển bởi EA         |
| Chỉ được xuất bản bởi EA           |
| Chỉ được phân phối bởi EA          |

## Danh sách (từ 2010-nay)
Đây là một danh sách chưa hoàn tất, và có thể sẽ không bao giờ thỏa mãn yêu cầu hoàn tất. Bạn có thể đóng góp bằng cách mở rộng nó bằng các thông tin đáng tin cậy.
| Tên                                                          | Ngày phát hành                           | Nền tảng                  | Nhà phát triển                                                    | Có liên quan            |
| ------------------------------------------------------------ | ---------------------------------------- | ------------------------- | ----------------------------------------------------------------- | ----------------------- |
| Army of Two: The 40th Day                                    | 12 tháng 1 năm 2010                      | PlayStation 3             | EA Montreal                                                       | [ 1 ]                   |
| Army of Two: The 40th Day                                    | 12 tháng 1 năm 2010                      | Xbox 360                  | EA Montreal                                                       | [ 1 ]                   |
| Army of Two: The 40th Day                                    | 12 tháng 1 năm 2010                      | PlayStation Portable      | Buzz Monkey                                                       | [ 1 ]                   |
| Risk: Factions                                               | 12 tháng 1 năm 2010                      | Xbox Live Arcade          | Stainless Games / Powerhouse Animation Studios, Inc.              | [ 2 ]                   |
| Risk: Factions                                               | 21 tháng 12 năm 2010                     | PlayStation Network       | Stainless Games / Powerhouse Animation Studios, Inc.              | [ 3 ]                   |
| Risk: Factions                                               | 8 tháng 3 năm 2011                       | Windows                   | Stainless Games / Powerhouse Animation Studios, Inc.              | [ 4 ]                   |
| Spore Creatures                                              | 15 tháng 1 năm 2010                      | iOS                       | Griptonite Games                                                  | [ 5 ]                   |
| Mass Effect 2                                                | 26 tháng 1 năm 2010                      | Windows                   | BioWare                                                           | [ 6 ] [ 7 ]             |
| Mass Effect 2                                                | 26 tháng 1 năm 2010                      | Xbox 360                  | BioWare                                                           | [ 6 ] [ 7 ]             |
| Mass Effect 2                                                | 18 tháng 1 năm 2011                      | PlayStation 3             | BioWare                                                           | [ 6 ] [ 7 ]             |
| Extreme Pinball                                              | 28 tháng 1 năm 2010                      | PlayStation Network       | Epic MegaGames / Digital Extremes / High Score Entertainment      | [ 8 ]                   |
| The Sims 3 Stuff packs                                       | 2 tháng 2 năm 2010–10 tháng 9 năm 2013   | Macintosh                 | Maxis Redwood Shores                                              | [ 9 ] [ 10 ] [ 11 ]     |
| The Sims 3 Stuff packs                                       | 2 tháng 2 năm 2010–10 tháng 9 năm 2013   | Windows                   | Maxis Redwood Shores                                              | [ 9 ] [ 10 ] [ 11 ]     |
| Dante's Inferno                                              | 4 tháng 2 năm 2010                       | PlayStation 3             | Visceral Games                                                    | [ 12 ]                  |
| Dante's Inferno                                              | 4 tháng 2 năm 2010                       | Xbox 360                  | Visceral Games                                                    | [ 12 ]                  |
| Dante's Inferno                                              | 25 tháng 2 năm 2010                      | PlayStation Portable      | Artificial Mind and Movement                                      | [ 12 ]                  |
| Battlefield Bad Company 2                                    | 2 tháng 3 năm 2010                       | PlayStation 3             | EA DICE                                                           | [ 13 ]                  |
| Battlefield Bad Company 2                                    | 2 tháng 3 năm 2010                       | Windows                   | Coldwood Interactive                                              | [ 13 ]                  |
| Battlefield Bad Company 2                                    | 2 tháng 3 năm 2010                       | Xbox 360                  | EA DICE                                                           | [ 13 ]                  |
| Battlefield Bad Company 2                                    | 16 tháng 12 năm 2010                     | iOS                       | EA DICE                                                           | [ 14 ]                  |
| Battlefield Bad Company 2                                    | 20 tháng 6 năm 2012                      | Kindle Fire               | EA DICE                                                           | [ 15 ]                  |
| Command & Conquer 4: Tiberian Twilight                       | 16 tháng 3 năm 2010                      | Windows                   | EA Los Angeles                                                    | [ 16 ]                  |
| Command & Conquer 4: Tiberian Twilight                       | 16 tháng 3 năm 2010                      | Xbox 360                  | EA Los Angeles                                                    | [ 16 ]                  |
| Dragon Age: Origins – Awakening                              | 16 tháng 3 năm 2010                      | Macintosh                 | BioWare Edmonton                                                  | [ 17 ]                  |
| Dragon Age: Origins – Awakening                              | 16 tháng 3 năm 2010                      | PlayStation 3             | BioWare Edmonton                                                  | [ 18 ]                  |
| Dragon Age: Origins – Awakening                              | 16 tháng 3 năm 2010                      | Windows                   | BioWare Edmonton                                                  | [ 18 ]                  |
| Dragon Age: Origins – Awakening                              | 16 tháng 3 năm 2010                      | Xbox 360                  | BioWare Edmonton                                                  | [ 18 ]                  |
| Mirror's Edge                                                | 1 tháng 4 năm 2010                       | iOS                       | EA DICE                                                           | [ 19 ]                  |
| Mirror's Edge                                                | 13 tháng 7 năm 2012                      | Windows Phone             | EA DICE                                                           | [ 20 ]                  |
| Tiger Woods PGA Tour Online                                  | 9 tháng 4 năm 2010                       | Windows                   | EA Sports                                                         | [ 21 ] [ 22 ]           |
| Surviving High School                                        | 19 tháng 4 năm 2010                      | Nintendo DS               | Centerscore / EA Mobile                                           | [ 23 ]                  |
| Surviving High School                                        | 22 tháng 12 năm 2011                     | Android                   | Centerscore / EA Mobile                                           | [ 24 ]                  |
| 2010 FIFA World Cup South Africa                             | 27 tháng 4 năm 2010                      | PlayStation 3             | EA Canada                                                         | [ 25 ]                  |
| 2010 FIFA World Cup South Africa                             | 27 tháng 4 năm 2010                      | PlayStation Portable      | HB Studios                                                        | [ 25 ]                  |
| 2010 FIFA World Cup South Africa                             | 27 tháng 4 năm 2010                      | Wii                       | HB Studios                                                        | [ 25 ]                  |
| 2010 FIFA World Cup South Africa                             | 27 tháng 4 năm 2010                      | Xbox 360                  | EA Canada                                                         | [ 25 ]                  |
| 2010 FIFA World Cup South Africa                             | 28 tháng 6 năm 2010                      | iOS                       | EA Canada                                                         | [ 25 ]                  |
| Lord of Ultima                                               | 20 tháng 4 năm 2010                      | Windows                   | EA Phenomic                                                       | [ 26 ] [ 27 ]           |
| Skate It                                                     | 10 tháng 5 năm 2010                      | iOS                       | EA Black Box                                                      | [ 28 ]                  |
| Skate 3                                                      | 11 tháng 5 năm 2010                      | PlayStation 3             | EA Black Box                                                      | [ 29 ]                  |
| Skate 3                                                      | 11 tháng 5 năm 2010                      | Xbox 360                  | EA Black Box                                                      | [ 29 ]                  |
| EA Sports FIFA Superstars                                    | 26 tháng 5 năm 2010                      | Facebook                  | Playfish / Electronic Arts                                        | [ 30 ]                  |
| FIFA Online                                                  | 26 tháng 5 năm 2010                      | Windows                   | BGEntertainment                                                   | [ 31 ] [ 32 ] [ 33 ]    |
| The Sims 3: Ambitions                                        | 1 tháng 6 năm 2010                       | iOS                       | EA Mobile                                                         | [ 34 ]                  |
| The Sims 3: Ambitions                                        | 1 tháng 6 năm 2010                       | Macintosh                 | Maxis Redwood Shores                                              | [ 35 ]                  |
| The Sims 3: Ambitions                                        | 1 tháng 6 năm 2010                       | Mobile phones             | Maxis Redwood Shores                                              | [ 35 ]                  |
| The Sims 3: Ambitions                                        | 1 tháng 6 năm 2010                       | Windows                   | Maxis Redwood Shores                                              | [ 35 ]                  |
| Green Day: Rock Band                                         | 8 tháng 6 năm 2010                       | PlayStation 3             | Harmonix / Demiurge Studios                                       | [ 36 ]                  |
| Green Day: Rock Band                                         | 8 tháng 6 năm 2010                       | Wii                       | Harmonix / Demiurge Studios                                       | [ 36 ]                  |
| Green Day: Rock Band                                         | 8 tháng 6 năm 2010                       | Xbox 360                  | Harmonix / Demiurge Studios                                       | [ 36 ]                  |
| Tiger Woods PGA Tour 11                                      | 8 tháng 6 năm 2010                       | iOS                       | EA Tiburon                                                        | [ 37 ]                  |
| Tiger Woods PGA Tour 11                                      | 8 tháng 6 năm 2010                       | PlayStation 3             | EA Tiburon                                                        | [ 37 ]                  |
| Tiger Woods PGA Tour 11                                      | 8 tháng 6 năm 2010                       | Wii                       | EA Tiburon                                                        | [ 37 ]                  |
| Tiger Woods PGA Tour 11                                      | 8 tháng 6 năm 2010                       | Xbox 360                  | EA Tiburon                                                        | [ 37 ]                  |
| NCAA Football                                                | 24 tháng 6 năm 2010                      | iOS                       | EA Tiburon / EA Canada                                            | [ 34 ]                  |
| APB: All Points Bulletin                                     | 29 tháng 6 năm 2010                      | Windows                   | Realtime Worlds                                                   | [ 38 ]                  |
| DeathSpank                                                   | 13 tháng 7 năm 2010                      | PlayStation 3             | Hothead Games                                                     | [ 39 ]                  |
| DeathSpank                                                   | 14 tháng 7 năm 2010                      | Xbox 360                  | Hothead Games                                                     | [ 39 ]                  |
| DeathSpank                                                   | 26 tháng 10 năm 2010                     | Windows                   | Hothead Games                                                     | [ 40 ]                  |
| DeathSpank                                                   | 14 tháng 12 năm 2010                     | Macintosh                 | Hothead Games                                                     | [ 41 ]                  |
| Dragon's Lair                                                | tháng 7 năm 2010                         | iOS                       | Digital Leisure                                                   | [ 42 ]                  |
| NCAA Football 11                                             | 13 tháng 7 năm 2010                      | PlayStation 2             | EA Tiburon / EA Canada                                            | [ 43 ]                  |
| NCAA Football 11                                             | 13 tháng 7 năm 2010                      | PlayStation 3             | EA Tiburon / EA Canada                                            | [ 43 ]                  |
| NCAA Football 11                                             | 13 tháng 7 năm 2010                      | Xbox 360                  | EA Tiburon / EA Canada                                            | [ 43 ]                  |
| SimCity 4 Deluxe Edition                                     | 20 tháng 7 năm 2010                      | Windows                   | Maxis                                                             | [ 44 ]                  |
| The Sims 3 Collector's Edition                               | 20 tháng 7 năm 2010                      | Android                   | Maxis Redwood Shores                                              | [ 34 ]                  |
| Need for Speed: World                                        | 27 tháng 7 năm 2010                      | Windows                   | Quicklime Games / EA Singapore                                    | [ 45 ]                  |
| SimCity Deluxe                                               | 29 tháng 7 năm 2010                      | Android                   | Maxis                                                             | [ 34 ]                  |
| SimCity Deluxe                                               | 29 tháng 7 năm 2010                      | iOS                       | Maxis                                                             | [ 34 ]                  |
| SimCity Deluxe                                               | 10 tháng 10 năm 2011                     | BlackBerry                | Maxis                                                             | [ 34 ]                  |
| Madden NFL 11                                                | 6 tháng 8 năm 2010                       | iOS                       | EA Tiburon / EA Canada                                            | [ 46 ]                  |
| Madden NFL 11                                                | 10 tháng 8 năm 2010                      | BlackBerry                | EA Tiburon / EA Canada                                            | [ 34 ]                  |
| Madden NFL 11                                                | 10 tháng 8 năm 2010                      | PlayStation 2             | EA Tiburon / EA Canada                                            | [ 47 ]                  |
| Madden NFL 11                                                | 10 tháng 8 năm 2010                      | PlayStation 3             | EA Tiburon / EA Canada                                            | [ 47 ]                  |
| Madden NFL 11                                                | 10 tháng 8 năm 2010                      | PlayStation Portable      | EA Tiburon / EA Canada                                            | [ 47 ]                  |
| Madden NFL 11                                                | 10 tháng 8 năm 2010                      | Wii                       | EA Tiburon / EA Canada                                            | [ 47 ]                  |
| Madden NFL 11                                                | 10 tháng 8 năm 2010                      | Xbox 360                  | EA Tiburon / EA Canada                                            | [ 47 ]                  |
| Shank                                                        | 25 tháng 8 năm 2010                      | PlayStation 3             | Klei Entertainment                                                | [ 48 ]                  |
| Shank                                                        | 25 tháng 8 năm 2010                      | Xbox 360                  | Klei Entertainment                                                | [ 48 ]                  |
| Shank                                                        | 25 tháng 10 năm 2010                     | Windows                   | Klei Entertainment                                                | [ 49 ]                  |
| Shank                                                        | 23 tháng 10 năm 2012                     | Macintosh                 | Klei Entertainment                                                | [ 49 ]                  |
| Shank                                                        | 23 tháng 5 năm 2013                      | Linux                     | Klei Entertainment                                                | [ 49 ]                  |
| R-Type                                                       | 26 tháng 8 năm 2010                      | iOS                       | Irem                                                              | [ 34 ]                  |
| Madden NFL Superstars                                        | 31 tháng 8 năm 2010                      | Facebook                  | Playfish                                                          | [ 50 ]                  |
| NHL 11                                                       | 7 tháng 9 năm 2010                       | PlayStation 3             | EA Canada                                                         | [ 51 ]                  |
| NHL 11                                                       | 7 tháng 9 năm 2010                       | Xbox 360                  | EA Canada                                                         | [ 51 ]                  |
| NHL Slapshot                                                 | 7 tháng 9 năm 2010                       | Wii                       | EA Canada                                                         | [ 52 ]                  |
| Lite-Brite                                                   | 9 tháng 9 năm 2010                       | iOS                       | Hasbro / Electronic Arts                                          | [ 53 ]                  |
| DeathSpank: Thongs of Virtue                                 | 21 tháng 9 năm 2010                      | PlayStation 3             | Hothead Games                                                     | [ 54 ]                  |
| DeathSpank: Thongs of Virtue                                 | 22 tháng 9 năm 2010                      | Xbox 360                  | Hothead Games                                                     | [ 55 ]                  |
| DeathSpank: Thongs of Virtue                                 | 30 tháng 11 năm 2010                     | Windows                   | Hothead Games                                                     | [ 56 ]                  |
| DeathSpank: Thongs of Virtue                                 | 14 tháng 12 năm 2010                     | Macintosh                 | Hothead Games                                                     | [ 41 ]                  |
| FIFA 11                                                      | 28 tháng 9 năm 2010                      | Android                   | HB Studios                                                        | [ 57 ] [ 58 ]           |
| FIFA 11                                                      | 28 tháng 9 năm 2010                      | Blackberry                | HB Studios                                                        | [ 57 ] [ 58 ]           |
| FIFA 11                                                      | 28 tháng 9 năm 2010                      | iOS                       | HB Studios                                                        | [ 57 ] [ 58 ]           |
| FIFA 11                                                      | 28 tháng 9 năm 2010                      | Java Me                   | HB Studios                                                        | [ 57 ] [ 58 ]           |
| FIFA 11                                                      | 28 tháng 9 năm 2010                      | Macintosh                 | EA Canada                                                         | [ 57 ] [ 58 ]           |
| FIFA 11                                                      | 28 tháng 9 năm 2010                      | Nintendo DS               | Exient Entertainment                                              | [ 57 ] [ 58 ]           |
| FIFA 11                                                      | 28 tháng 9 năm 2010                      | PlayStation 2             | HB Studios                                                        | [ 57 ] [ 58 ]           |
| FIFA 11                                                      | 28 tháng 9 năm 2010                      | PlayStation 3             | EA Canada                                                         | [ 57 ] [ 58 ]           |
| FIFA 11                                                      | 28 tháng 9 năm 2010                      | PlayStation Portable      | HB Studios                                                        | [ 57 ] [ 58 ]           |
| FIFA 11                                                      | 28 tháng 9 năm 2010                      | Wii                       | EA Canada                                                         | [ 57 ] [ 58 ]           |
| FIFA 11                                                      | 28 tháng 9 năm 2010                      | Windows                   | EA Canada                                                         | [ 57 ] [ 58 ]           |
| FIFA 11                                                      | 28 tháng 9 năm 2010                      | Xbox 360                  | EA Canada                                                         | [ 57 ] [ 58 ]           |
| MySims SkyHeroes                                             | 28 tháng 9 năm 2010                      | Nintendo DS               | Behaviour Interactive                                             | [ 59 ]                  |
| MySims SkyHeroes                                             | 28 tháng 9 năm 2010                      | PlayStation 3             | Behaviour Interactive                                             | [ 59 ]                  |
| MySims SkyHeroes                                             | 28 tháng 9 năm 2010                      | Wii                       | Behaviour Interactive                                             | [ 59 ]                  |
| MySims SkyHeroes                                             | 28 tháng 9 năm 2010                      | Xbox 360                  | Behaviour Interactive                                             | [ 59 ]                  |
| NBA Jam                                                      | 5 tháng 10 năm 2010                      | Wii                       | EA Canada                                                         | [ 60 ]                  |
| NBA Jam                                                      | 17 tháng 11 năm 2010                     | PlayStation 3             | EA Canada                                                         | [ 60 ]                  |
| NBA Jam                                                      | 10 tháng 2 năm 2011                      | iOS                       | EA Canada                                                         | [ 61 ]                  |
| NBA Jam                                                      | 17 tháng 11 năm 2011                     | Xbox 360                  | EA Canada                                                         | [ 60 ]                  |
| NBA Jam                                                      | 14 tháng 12 năm 2011                     | Macintosh                 | EA Canada                                                         | [ 62 ]                  |
| NBA Jam                                                      | 15 tháng 3 năm 2012                      | Android                   | EA Canada                                                         | [ 63 ]                  |
| NBA Jam                                                      | 21 tháng 3 năm 2013                      | Windows Phone             | EA Canada                                                         | [ 64 ]                  |
| Dead Space Ignition                                          | 12 tháng 10 năm 2010                     | PlayStation 3             | Visceral Games / Sumo Digital                                     | [ 65 ]                  |
| Dead Space Ignition                                          | 12 tháng 10 năm 2010                     | Xbox 360                  | Visceral Games / Sumo Digital                                     | [ 65 ]                  |
| Medal of Honor                                               | 12 tháng 10 năm 2010                     | PlayStation 3             | Danger Close Games                                                | [ 66 ] [ 67 ]           |
| Medal of Honor                                               | 12 tháng 10 năm 2010                     | Windows                   | Danger Close Games                                                | [ 66 ] [ 67 ]           |
| Medal of Honor                                               | 12 tháng 10 năm 2010                     | Xbox 360                  | Danger Close Games                                                | [ 66 ] [ 67 ]           |
| Need for Speed: Undercover                                   | 15 tháng 10 năm 2010                     | Windows Mobile            | EA Black Box                                                      | [ 68 ]                  |
| EA Sports MMA                                                | 19 tháng 10 năm 2010                     | iOS                       | EA Tiburon                                                        | [ 69 ]                  |
| EA Sports MMA                                                | 19 tháng 10 năm 2010                     | PlayStation 3             | EA Tiburon                                                        | [ 70 ]                  |
| EA Sports MMA                                                | 19 tháng 10 năm 2010                     | Xbox 360                  | EA Tiburon                                                        | [ 70 ]                  |
| Reckless Racing                                              | 21 tháng 10 năm 2010                     | Android                   | EA Mobile                                                         | [ 71 ]                  |
| Reckless Racing                                              | 21 tháng 10 năm 2010                     | iOS                       | EA Mobile                                                         | [ 34 ]                  |
| Monopoly                                                     | 21 tháng 10 năm 2010                     | Windows Phone             | EA Mobile / Hasbro                                                | [ 68 ]                  |
| Tetris                                                       | 21 tháng 10 năm 2010                     | Windows Phone             | EA Mobile / Electronic Arts                                       | [ 68 ]                  |
| Tetris                                                       | 22 tháng 12 năm 2010                     | PlayStation 3             | EA Mobile / Electronic Arts                                       | [ 72 ]                  |
| Tetris                                                       | 1 tháng 9 năm 2011                       | Android                   | EA Mobile / Electronic Arts                                       | [ 73 ]                  |
| The Sims 3                                                   | 21 tháng 10 năm 2010                     | Windows Phone             | EA Mobile                                                         | [ 68 ]                  |
| The Sims 3                                                   | 26 tháng 10 năm 2010                     | Nintendo DSi              | Edge of Reality                                                   | [ 74 ]                  |
| The Sims 3                                                   | 26 tháng 10 năm 2010                     | PlayStation 3             | Edge of Reality                                                   | [ 74 ]                  |
| The Sims 3                                                   | 26 tháng 10 năm 2010                     | Xbox 360                  | Edge of Reality                                                   | [ 74 ]                  |
| The Sims 3                                                   | 12 tháng 11 năm 2010                     | Wii                       | Edge of Reality                                                   | [ 74 ]                  |
| The Sims 3                                                   | 27 tháng 3 năm 2011                      | Nintendo 3DS              | Edge of Reality                                                   | [ 74 ]                  |
| Hasbro Family Game Night 3                                   | 26 tháng 10 năm 2010                     | PlayStation 3             | EA Bright Light                                                   | [ 75 ]                  |
| Hasbro Family Game Night 3                                   | 26 tháng 10 năm 2010                     | Wii                       | Virtuos                                                           | [ 75 ]                  |
| Hasbro Family Game Night 3                                   | 26 tháng 10 năm 2010                     | Xbox 360                  | EA Bright Light                                                   | [ 75 ]                  |
| Monopoly Streets                                             | 26 tháng 10 năm 2010                     | PlayStation 3             | EA Salt Lake                                                      | [ 76 ]                  |
| Monopoly Streets                                             | 26 tháng 10 năm 2010                     | Wii                       | EA Salt Lake                                                      | [ 76 ]                  |
| Monopoly Streets                                             | 26 tháng 10 năm 2010                     | Xbox 360                  | EA Salt Lake                                                      | [ 76 ]                  |
| Rock Band 3                                                  | 26 tháng 10 năm 2010                     | Nintendo DS               | Harmonix                                                          | [ 77 ]                  |
| Rock Band 3                                                  | 26 tháng 10 năm 2010                     | PlayStation 3             | Harmonix                                                          | [ 77 ]                  |
| Rock Band 3                                                  | 26 tháng 10 năm 2010                     | Wii                       | Harmonix                                                          | [ 77 ]                  |
| Rock Band 3                                                  | 26 tháng 10 năm 2010                     | Xbox 360                  | Harmonix                                                          | [ 77 ]                  |
| The Sims 3: Late Night                                       | 26 tháng 10 năm 2010                     | Macintosh                 | Maxis Redwood Shores                                              | [ 78 ]                  |
| The Sims 3: Late Night                                       | 26 tháng 10 năm 2010                     | Windows                   | Maxis Redwood Shores                                              | [ 78 ]                  |
| FIFA Manager 11                                              | 29 tháng 10 năm 2010                     | Windows                   | Bright Future                                                     | [ 79 ]                  |
| Auditorium                                                   | 2 tháng 11 năm 2010                      | PlayStation 3             | Cipher Prime                                                      | [ 80 ]                  |
| Auditorium                                                   | 2 tháng 11 năm 2010                      | PlayStation Portable      | Cipher Prime                                                      | [ 80 ]                  |
| Auditorium                                                   | 3 tháng 11 năm 2010                      | Xbox 360                  | Cipher Prime                                                      | [ 80 ]                  |
| Auditorium                                                   | 29 tháng 2 năm 2012                      | Macintosh                 | Cipher Prime                                                      | [ 81 ]                  |
| Auditorium                                                   | 29 tháng 2 năm 2012                      | Windows                   | Cipher Prime                                                      | [ 81 ]                  |
| Clue: Secrets & Spies                                        | 4 tháng 11 năm 2010                      | iOS                       | Electronic Arts                                                   | [ 82 ]                  |
| NBA Elite 11                                                 | 5 tháng 11 năm 2010                      | iOS                       | EA Canada                                                         | [ 83 ]                  |
| Texas Hold'em                                                | 11 tháng 11 năm 2010                     | Kindle Fire               | TikGames                                                          | [ 84 ]                  |
| Create                                                       | 16 tháng 11 năm 2010                     | PlayStation 3             | EA Bright Light                                                   | [ 85 ]                  |
| Create                                                       | 16 tháng 11 năm 2010                     | Wii                       | EA Bright Light                                                   | [ 85 ]                  |
| Create                                                       | 16 tháng 11 năm 2010                     | Windows                   | EA Bright Light                                                   | [ 85 ]                  |
| Create                                                       | 16 tháng 11 năm 2010                     | Xbox 360                  | EA Bright Light                                                   | [ 85 ]                  |
| EA Sports Active 2                                           | 16 tháng 11 năm 2010                     | PlayStation 3             | EA Canada                                                         | [ 86 ]                  |
| EA Sports Active 2                                           | 16 tháng 11 năm 2010                     | Wii                       | EA Canada                                                         | [ 86 ]                  |
| EA Sports Active 2                                           | 16 tháng 11 năm 2010                     | Xbox 360                  | EA Canada                                                         | [ 86 ]                  |
| EA Sports Active NFL Training Camp                           | 16 tháng 11 năm 2010                     | Wii                       | EA Canada                                                         | [ 87 ] [ 88 ] [ 89 ]    |
| Harry Potter and the Deathly Hallows – Part 1                | 16 tháng 11 năm 2010                     | Nintendo DS               | EA Bright Light                                                   | [ 90 ]                  |
| Harry Potter and the Deathly Hallows – Part 1                | 16 tháng 11 năm 2010                     | PlayStation 3             | EA Bright Light                                                   | [ 90 ]                  |
| Harry Potter and the Deathly Hallows – Part 1                | 16 tháng 11 năm 2010                     | Wii                       | EA Bright Light                                                   | [ 90 ]                  |
| Harry Potter and the Deathly Hallows – Part 1                | 16 tháng 11 năm 2010                     | Windows                   | EA Bright Light                                                   | [ 90 ]                  |
| Harry Potter and the Deathly Hallows – Part 1                | 16 tháng 11 năm 2010                     | Xbox 360                  | EA Bright Light                                                   | [ 90 ]                  |
| Need for Speed: Hot Pursuit                                  | 16 tháng 11 năm 2010                     | Android                   | Criterion Games                                                   | [ 91 ]                  |
| Need for Speed: Hot Pursuit                                  | 16 tháng 11 năm 2010                     | iOS                       | Criterion Games                                                   | [ 91 ]                  |
| Need for Speed: Hot Pursuit                                  | 16 tháng 11 năm 2010                     | Java ME                   | Criterion Games                                                   | [ 91 ]                  |
| Need for Speed: Hot Pursuit                                  | 16 tháng 11 năm 2010                     | PlayStation 3             | Criterion Games                                                   | [ 91 ]                  |
| Need for Speed: Hot Pursuit                                  | 16 tháng 11 năm 2010                     | Windows                   | Criterion Games                                                   | [ 91 ]                  |
| Need for Speed: Hot Pursuit                                  | 16 tháng 11 năm 2010                     | Xbox 360                  | Criterion Games                                                   | [ 91 ]                  |
| Need for Speed: Hot Pursuit                                  | 16 tháng 11 năm 2010                     | webOS                     | Criterion Games                                                   | [ 91 ]                  |
| Need for Speed: Hot Pursuit                                  | 16 tháng 11 năm 2010                     | Wii                       | Criterion Games                                                   | [ 91 ]                  |
| Need for Speed: Hot Pursuit                                  | 16 tháng 11 năm 2010                     | Windows Phone             | Criterion Games                                                   | [ 91 ]                  |
| High Caliber Hunting                                         | 17 tháng 11 năm 2010                     | iOS                       | Electronic Arts                                                   | [ 92 ]                  |
| Heroes Lore III                                              | 24 tháng 11 năm 2010                     | iOS                       | Electronic Arts                                                   | [ 93 ]                  |
| Pictureka!                                                   | 25 tháng 11 năm 2010                     | iOS                       | Electronic Arts                                                   | [ 94 ]                  |
| Need for Speed: Nitro-X                                      | 26 tháng 11 năm 2010                     | Nintendo DSi              | Firebrand Games                                                   | [ 34 ]                  |
| Rock Band Reloaded                                           | 2 tháng 12 năm 2010                      | iOS                       | Harmonix                                                          | [ 95 ]                  |
| Pogo Games                                                   | 9 tháng 12 năm 2010                      | iOS                       | Electronic Arts                                                   | [ 96 ]                  |
| Pogo Games                                                   | 10 tháng 4 năm 2012                      | iOS                       | Electronic Arts                                                   | [ 97 ]                  |
| RISK                                                         | 14 tháng 12 năm 2010                     | iOS                       | Electronic Arts                                                   | [ 34 ]                  |
| Cause of Death                                               | 16 tháng 12 năm 2010–18 tháng 7 năm 2014 | iOS                       | Centerscore / EA Mobile                                           | [ 98 ]                  |
| Real Racing 2                                                | 16 tháng 12 năm 2010                     | iOS                       | Firemint                                                          | [ 99 ]                  |
| Real Racing 2                                                | 22 tháng 12 năm 2011                     | Android                   | Firemint                                                          | [ 99 ]                  |
| Real Racing 2                                                | 22 tháng 5 năm 2013                      | Windows Phone             | Firemint                                                          | [ 99 ]                  |
| Ultimate Mortal Kombat 3                                     | 16 tháng 12 năm 2010                     | iOS                       | Electronic Arts                                                   | [ 100 ]                 |
| NBA Street Online 2                                          | 2010                                     | Windows                   | Electronic Arts / Neowiz                                          | [ 101 ]                 |
| Spare Parts                                                  | 18 tháng 1 năm 2011                      | PlayStation 3             | EA Bright Light                                                   | [ 102 ]                 |
| Spare Parts                                                  | 19 tháng 1 năm 2011                      | Xbox 360                  | EA Bright Light                                                   | [ 102 ]                 |
| Dead Space                                                   | 25 tháng 1 năm 2011                      | iOS                       | IronMonkey Studios                                                | [ 103 ] [ 104 ]         |
| Dead Space                                                   | 18 tháng 8 năm 2011                      | Blackberry                | IronMonkey Studios                                                | [ 105 ]                 |
| Dead Space                                                   | 1 tháng 11 năm 2011                      | Xperia Play               | IronMonkey Studios                                                | [ 106 ]                 |
| Dead Space                                                   | 16 tháng 12 năm 2011                     | Android                   | IronMonkey Studios                                                | [ 107 ] [ 108 ] [ 109 ] |
| Dead Space 2                                                 | 25 tháng 1 năm 2011                      | PlayStation 3             | Visceral Games                                                    | [ 110 ]                 |
| Dead Space 2                                                 | 25 tháng 1 năm 2011                      | Windows                   | Visceral Games                                                    | [ 110 ]                 |
| Dead Space 2                                                 | 25 tháng 1 năm 2011                      | Xbox 360                  | Visceral Games                                                    | [ 110 ]                 |
| Dead Space: Extraction                                       | 25 tháng 1 năm 2011                      | PlayStation 3             | Visceral Games / Eurocom                                          | [ 111 ] [ 112 ]         |
| Bejeweled 2                                                  | 19 tháng 2 năm 2011                      | Android                   | PopCap Games                                                      | [ 113 ]                 |
| Bulletstorm                                                  | 22 tháng 2 năm 2011                      | PlayStation 3             | People Can Fly / Epic Games                                       | [ 114 ]                 |
| Bulletstorm                                                  | 22 tháng 2 năm 2011                      | Windows                   | People Can Fly / Epic Games                                       | [ 114 ]                 |
| Bulletstorm                                                  | 22 tháng 2 năm 2011                      | Xbox 360                  | People Can Fly / Epic Games                                       | [ 114 ]                 |
| Zuma's Revenge!                                              | 22 tháng 2 năm 2011                      | Nintendo DS               | PopCap Games                                                      | [ 115 ]                 |
| Zuma's Revenge!                                              | 13 tháng 3 năm 2012                      | iOS                       | PopCap Games                                                      | [ 116 ]                 |
| Zuma's Revenge!                                              | 11 tháng 7 năm 2012                      | Xbox Live Arcade          | PopCap Games                                                      | [ 117 ]                 |
| Rango                                                        | 25 tháng 2 năm 2011                      | Nintendo DS               | Behaviour Interactive                                             | [ 118 ]                 |
| Rango                                                        | 25 tháng 2 năm 2011                      | PlayStation 3             | Behaviour Interactive                                             | [ 118 ]                 |
| Rango                                                        | 25 tháng 2 năm 2011                      | Wii                       | Behaviour Interactive                                             | [ 118 ]                 |
| Rango                                                        | 25 tháng 2 năm 2011                      | Xbox 360                  | Behaviour Interactive                                             | [ 118 ]                 |
| Fight Night Champion                                         | 1 tháng 3 năm 2011                       | iOS                       | HB Studios                                                        | [ 119 ]                 |
| Fight Night Champion                                         | 1 tháng 3 năm 2011                       | PlayStation 3             | EA Canada                                                         | [ 119 ]                 |
| Fight Night Champion                                         | 1 tháng 3 năm 2011                       | Xbox 360                  | EA Canada                                                         | [ 119 ]                 |
| Dragon Age II                                                | 8 tháng 3 năm 2011                       | Macintosh                 | BioWare                                                           | [ 120 ]                 |
| Dragon Age II                                                | 8 tháng 3 năm 2011                       | PlayStation 3             | BioWare                                                           | [ 120 ]                 |
| Dragon Age II                                                | 8 tháng 3 năm 2011                       | Windows                   | BioWare                                                           | [ 120 ]                 |
| Dragon Age II                                                | 8 tháng 3 năm 2011                       | Xbox 360                  | BioWare                                                           | [ 120 ]                 |
| Dragon Age Legends                                           | 18 tháng 3 năm 2011                      | Facebook                  | Electronic Arts / Pixelante                                       | [ 121 ]                 |
| Crysis 2                                                     | 22 tháng 3 năm 2011                      | PlayStation 3             | Crytek                                                            | [ 122 ]                 |
| Crysis 2                                                     | 22 tháng 3 năm 2011                      | Windows                   | Crytek                                                            | [ 122 ]                 |
| Crysis 2                                                     | 22 tháng 3 năm 2011                      | Xbox 360                  | Crytek                                                            | [ 122 ]                 |
| Madden NFL Football                                          | 22 tháng 3 năm 2011                      | Nintendo 3DS              | EA Sports                                                         | [ 123 ]                 |
| Shift 2: Unleashed                                           | 29 tháng 3 năm 2011                      | PlayStation 3             | Slightly Mad Studios                                              | [ 124 ]                 |
| Shift 2: Unleashed                                           | 29 tháng 3 năm 2011                      | Windows                   | Slightly Mad Studios                                              | [ 124 ]                 |
| Shift 2: Unleashed                                           | 29 tháng 3 năm 2011                      | Xbox 360                  | Slightly Mad Studios                                              | [ 124 ]                 |
| Shift 2: Unleashed                                           | 4 tháng 8 năm 2011                       | iOS                       | Straight Right                                                    | [ 125 ]                 |
| Tiger Woods PGA Tour 12                                      | 29 tháng 3 năm 2011                      | iOS                       | EA Tiburon                                                        | [ 126 ]                 |
| Tiger Woods PGA Tour 12                                      | 29 tháng 3 năm 2011                      | PlayStation 3             | EA Tiburon                                                        | [ 127 ]                 |
| Tiger Woods PGA Tour 12                                      | 29 tháng 3 năm 2011                      | Wii                       | EA Tiburon                                                        | [ 128 ]                 |
| Tiger Woods PGA Tour 12                                      | 29 tháng 3 năm 2011                      | Xbox 360                  | EA Tiburon                                                        | [ 127 ]                 |
| Tiger Woods PGA Tour 12                                      | 6 tháng 9 năm 2011                       | Macintosh                 | EA Tiburon                                                        | [ 129 ]                 |
| Tiger Woods PGA Tour 12                                      | 6 tháng 9 năm 2011                       | Windows                   | EA Tiburon                                                        | [ 130 ]                 |
| Darkspore                                                    | 26 tháng 4 năm 2011                      | Windows                   | Maxis Emeryville                                                  | [ 131 ]                 |
| The Sims 3: Generations                                      | 31 tháng 5 năm 2011                      | Macintosh                 | Maxis Redwood Shores                                              | [ 132 ]                 |
| The Sims 3: Generations                                      | 31 tháng 5 năm 2011                      | Windows                   | Maxis Redwood Shores                                              | [ 132 ]                 |
| Ultima Underworld: The Stygian Abyss and Labyrinth of Worlds | 2 tháng 6 năm 2011                       | DOS                       | Blue Sky Productions / LookingGlass Technologies / Origin Systems | [ 133 ]                 |
| American McGee's Alice                                       | 14 tháng 6 năm 2011                      | PlayStation 3             | Rogue Entertainment                                               | [ 134 ]                 |
| American McGee's Alice                                       | 14 tháng 6 năm 2011                      | Xbox 360                  | Rogue Entertainment                                               | [ 134 ]                 |
| Alice: Madness Returns                                       | 14 tháng 6 năm 2011                      | iOS                       | Spicy Horse                                                       | [ 135 ]                 |
| Alice: Madness Returns                                       | 14 tháng 6 năm 2011                      | PlayStation 3             | Spicy Horse                                                       | [ 136 ]                 |
| Alice: Madness Returns                                       | 14 tháng 6 năm 2011                      | Windows                   | Spicy Horse                                                       | [ 136 ]                 |
| Alice: Madness Returns                                       | 14 tháng 6 năm 2011                      | Xbox 360                  | Spicy Horse                                                       | [ 136 ]                 |
| Alice: Madness Returns                                       | 27 tháng 1 năm 2017                      | Xbox One                  | Spicy Horse                                                       | [ 137 ]                 |
| Plants vs. Zombies                                           | 22 tháng 6 năm 2011                      | Windows Phone             | PopCap Games                                                      | [ 138 ]                 |
| Plants vs. Zombies                                           | 14 tháng 12 năm 2011                     | Android                   | PopCap Games                                                      | [ 138 ]                 |
| Plants vs. Zombies                                           | 22 tháng 2 năm 2012                      | PlayStation Vita          | PopCap Games                                                      | [ 139 ]                 |
| Plants vs. Zombies                                           | 30 tháng 1 năm 2013                      | BlackBerry                | PopCap Games                                                      | [ 140 ]                 |
| Harry Potter and the Deathly Hallows – Part 2                | 12 tháng 7 năm 2011                      | Nintendo DS               | EA Bright Light                                                   | [ 141 ]                 |
| Harry Potter and the Deathly Hallows – Part 2                | 12 tháng 7 năm 2011                      | PlayStation 3             | EA Bright Light                                                   | [ 141 ]                 |
| Harry Potter and the Deathly Hallows – Part 2                | 12 tháng 7 năm 2011                      | Wii                       | EA Bright Light                                                   | [ 141 ]                 |
| Harry Potter and the Deathly Hallows – Part 2                | 12 tháng 7 năm 2011                      | Windows                   | EA Bright Light                                                   | [ 141 ]                 |
| Harry Potter and the Deathly Hallows – Part 2                | 12 tháng 7 năm 2011                      | Xbox 360                  | EA Bright Light                                                   | [ 141 ]                 |
| NCAA Football 12                                             | 12 tháng 7 năm 2011                      | iOS                       | EA Tiburon                                                        | [ 142 ]                 |
| NCAA Football 12                                             | 12 tháng 7 năm 2011                      | PlayStation 3             | EA Tiburon                                                        | [ 142 ]                 |
| NCAA Football 12                                             | 12 tháng 7 năm 2011                      | Xbox 360                  | EA Tiburon                                                        | [ 142 ]                 |
| Pet Society Vacation                                         | 22 tháng 7 năm 2011                      | iOS                       | Playfish                                                          | [ 143 ] [ 144 ]         |
| The Sims Social                                              | 9 tháng 8 năm 2011                       | Facebook                  | Playfish                                                          | [ 145 ]                 |
| Medal of Honor: Frontline                                    | 16 tháng 8 năm 2011                      | PlayStation Network       | EA Los Angeles                                                    | [ 146 ]                 |
| Spy Mouse                                                    | 25 tháng 8 năm 2011                      | Android                   | Firemint                                                          | [ 147 ]                 |
| Spy Mouse                                                    | 25 tháng 8 năm 2011                      | iOS                       | Firemint                                                          | [ 147 ]                 |
| Madden NFL 12                                                | 30 tháng 8 năm 2011                      | Android                   | EA Tiburon                                                        | [ 148 ]                 |
| Madden NFL 12                                                | 30 tháng 8 năm 2011                      | BlackBerry PlayBook       | EA Tiburon                                                        | [ 149 ]                 |
| Madden NFL 12                                                | 30 tháng 8 năm 2011                      | iOS                       | EA Tiburon                                                        | [ 150 ]                 |
| Madden NFL 12                                                | 30 tháng 8 năm 2011                      | PlayStation 2             | EA Tiburon                                                        | [ 150 ]                 |
| Madden NFL 12                                                | 30 tháng 8 năm 2011                      | PlayStation 3             | EA Tiburon                                                        | [ 150 ]                 |
| Madden NFL 12                                                | 30 tháng 8 năm 2011                      | PlayStation Portable      | EA Tiburon                                                        | [ 150 ]                 |
| Madden NFL 12                                                | 30 tháng 8 năm 2011                      | Wii                       | EA Tiburon                                                        | [ 150 ]                 |
| Madden NFL 12                                                | 30 tháng 8 năm 2011                      | Xbox 360                  | EA Tiburon                                                        | [ 150 ]                 |
| The Sims Medieval: Pirates and Nobles                        | 30 tháng 8 năm 2011                      | Macintosh                 | Maxis Redwood Shores                                              | [ 151 ] [ 152 ]         |
| The Sims Medieval: Pirates and Nobles                        | 30 tháng 8 năm 2011                      | Windows                   | Maxis Redwood Shores                                              | [ 151 ] [ 152 ]         |
| NHL 12                                                       | 9 tháng 9 năm 2011                       | PlayStation 3             | EA Canada                                                         | [ 153 ]                 |
| NHL 12                                                       | 9 tháng 9 năm 2011                       | Xbox 360                  | EA Canada                                                         | [ 153 ]                 |
| Burnout Crash!                                               | 20 tháng 9 năm 2011                      | PlayStation Network       | Criterion Games                                                   | [ 154 ]                 |
| Burnout Crash!                                               | 20 tháng 9 năm 2011                      | Xbox Live Arcade          | Criterion Games                                                   | [ 154 ]                 |
| Burnout Crash!                                               | 15 tháng 4 năm 2012                      | iOS                       | Criterion Games                                                   | [ 154 ]                 |
| Shadows of the Damned                                        | 22 tháng 9 năm 2011                      | PlayStation 3             | Grasshopper Manufacture                                           | [ 155 ] [ 156 ]         |
| Shadows of the Damned                                        | 22 tháng 9 năm 2011                      | Xbox 360                  | Grasshopper Manufacture                                           | [ 155 ] [ 156 ]         |
| The Sims Medieval                                            | 22 tháng 9 năm 2011                      | iOS                       | Magic Pockets                                                     | [ 157 ]                 |
| The Sims Medieval                                            | 22 tháng 9 năm 2011                      | Macintosh                 | Maxis Redwood Shores                                              | [ 158 ]                 |
| The Sims Medieval                                            | 22 tháng 9 năm 2011                      | Windows                   | Maxis Redwood Shores                                              | [ 158 ]                 |
| The Sims Medieval                                            | 25 tháng 3 năm 2013                      | Windows Phone             | Maxis Redwood Shores                                              | [ 159 ]                 |
| FIFA 12                                                      | 27 tháng 9 năm 2011                      | Android                   | EA Canada                                                         | [ 160 ]                 |
| FIFA 12                                                      | 27 tháng 9 năm 2011                      | iOS                       | EA Canada                                                         | [ 161 ]                 |
| FIFA 12                                                      | 27 tháng 9 năm 2011                      | Macintosh                 | EA Canada                                                         | [ 160 ]                 |
| FIFA 12                                                      | 27 tháng 9 năm 2011                      | Nintendo DS               | EA Canada                                                         | [ 160 ] [ 161 ]         |
| FIFA 12                                                      | 27 tháng 9 năm 2011                      | PlayStation 2             | EA Canada                                                         | [ 160 ] [ 161 ]         |
| FIFA 12                                                      | 27 tháng 9 năm 2011                      | PlayStation 3             | EA Canada                                                         | [ 160 ] [ 161 ]         |
| FIFA 12                                                      | 27 tháng 9 năm 2011                      | PlayStation Portable      | EA Canada                                                         | [ 160 ] [ 161 ]         |
| FIFA 12                                                      | 27 tháng 9 năm 2011                      | PlayStation Vita          | EA Canada                                                         | [ 160 ] [ 161 ]         |
| FIFA 12                                                      | 27 tháng 9 năm 2011                      | Sony Ericsson Xperia Play | EA Canada                                                         | [ 160 ] [ 161 ]         |
| FIFA 12                                                      | 27 tháng 9 năm 2011                      | Wii                       | EA Canada                                                         | [ 160 ] [ 161 ]         |
| FIFA 12                                                      | 27 tháng 9 năm 2011                      | Windows                   | EA Canada                                                         | [ 160 ] [ 161 ]         |
| FIFA 12                                                      | 27 tháng 9 năm 2011                      | Xbox 360                  | EA Canada                                                         | [ 160 ] [ 161 ]         |
| Crysis                                                       | 4 tháng 10 năm 2011                      | PlayStation 3             | Crytek                                                            | [ 122 ]                 |
| Crysis                                                       | 4 tháng 10 năm 2011                      | Xbox 360                  | Crytek                                                            | [ 122 ]                 |
| NBA Jam: On Fire Edition                                     | 4 tháng 10 năm 2011                      | PlayStation 3             | EA Canada                                                         | [ 162 ]                 |
| NBA Jam: On Fire Edition                                     | 5 tháng 10 năm 2011                      | Xbox 360                  | EA Canada                                                         | [ 162 ]                 |
| NHL Superstars                                               | tháng 10 năm 2011                        | Facebook                  | Electronic Arts                                                   | [ 163 ]                 |
| The Sims 3: Pets                                             | 18 tháng 10 năm 2011                     | Nintendo 3DS              | EA Salt Lake                                                      | [ 164 ]                 |
| The Sims 3: Pets                                             | 18 tháng 10 năm 2011                     | Macintosh                 | Maxis Redwood Shores                                              | [ 165 ]                 |
| The Sims 3: Pets                                             | 18 tháng 10 năm 2011                     | PlayStation 3             | Edge of Reality                                                   | [ 164 ]                 |
| The Sims 3: Pets                                             | 18 tháng 10 năm 2011                     | Windows                   | Maxis Redwood Shores                                              | [ 165 ]                 |
| The Sims 3: Pets                                             | 18 tháng 10 năm 2011                     | Xbox 360                  | Edge of Reality                                                   | [ 164 ]                 |
| FIFA Manager 12                                              | 21 tháng 10 năm 2011                     | Windows                   | Bright Future                                                     | [ 166 ]                 |
| Battlefield 3                                                | 25 tháng 10 năm 2011                     | PlayStation 3             | EA DICE                                                           | [ 167 ]                 |
| Battlefield 3                                                | 25 tháng 10 năm 2011                     | Windows                   | EA DICE                                                           | [ 167 ]                 |
| Battlefield 3                                                | 25 tháng 10 năm 2011                     | Xbox 360                  | EA DICE                                                           | [ 167 ]                 |
| Hasbro Family Game Night 4: The Game Show                    | 1 tháng 11 năm 2011                      | PlayStation 3             | EA Bright Light                                                   | [ 168 ]                 |
| Hasbro Family Game Night 4: The Game Show                    | 1 tháng 11 năm 2011                      | Wii                       | Virtuos                                                           | [ 168 ]                 |
| Hasbro Family Game Night 4: The Game Show                    | 1 tháng 11 năm 2011                      | Xbox 360                  | EA Bright Light                                                   | [ 168 ]                 |
| Fantasy Safari                                               | 3 tháng 11 năm 2011                      | iOS                       | Electronic Arts                                                   | [ 169 ]                 |
| Scrabble                                                     | 12 tháng 11 năm 2011                     | Android                   | EA Mobile                                                         | [ 170 ]                 |
| Need for Speed: The Run                                      | 15 tháng 11 năm 2011                     | Nintendo 3DS              | Firebrand Games                                                   | [ 171 ]                 |
| Need for Speed: The Run                                      | 15 tháng 11 năm 2011                     | PlayStation 3             | EA Black Box                                                      | [ 171 ]                 |
| Need for Speed: The Run                                      | 15 tháng 11 năm 2011                     | Wii                       | Firebrand Games                                                   | [ 171 ]                 |
| Need for Speed: The Run                                      | 15 tháng 11 năm 2011                     | Windows                   | EA Black Box                                                      | [ 171 ]                 |
| Need for Speed: The Run                                      | 15 tháng 11 năm 2011                     | Windows Mobile            | EA Black Box                                                      | [ 171 ]                 |
| Need for Speed: The Run                                      | 15 tháng 11 năm 2011                     | Xbox 360                  | EA Black Box                                                      | [ 171 ]                 |
| Theme Park                                                   | 8 tháng 12 năm 2011                      | iOS                       | Bullfrog Productions                                              | [ 172 ]                 |
| Trenches 2                                                   | 15 tháng 12 năm 2011                     | iOS                       | Thunder Game Works                                                | [ 173 ] [ 174 ]         |
| Bejeweled Blitz                                              | 16 tháng 12 năm 2011                     | iOS                       | PopCap Games                                                      | [ 175 ]                 |
| Bejeweled Blitz                                              | 2 tháng 5 năm 2013                       | Android                   | PopCap Games                                                      | [ 175 ]                 |
| Star Wars: The Old Republic                                  | 20 tháng 12 năm 2011                     | Windows                   | BioWare Austin                                                    | [ 176 ] [ 177 ]         |
| The Sims FreePlay                                            | 15 tháng 12 năm 2011                     | iOS                       | EA Mobile / Firemonkeys Studios / Blue Tongue Entertainment       | [ 178 ]                 |
| The Sims FreePlay                                            | 15 tháng 2 năm 2012                      | Android                   | EA Mobile / Firemonkeys Studios / Blue Tongue Entertainment       | [ 179 ]                 |
| The Sims FreePlay                                            | 31 tháng 7 năm 2013                      | BlackBerry                | EA Mobile / Firemonkeys Studios / Blue Tongue Entertainment       | [ 180 ]                 |
| The Sims FreePlay                                            | 12 tháng 9 năm 2013                      | Windows Phone             | EA Mobile / Firemonkeys Studios / Blue Tongue Entertainment       | [ 181 ]                 |
| NFL Blitz                                                    | 4 tháng 1 năm 2012                       | PlayStation Network       | EA Tiburon                                                        | [ 182 ]                 |
| NFL Blitz                                                    | 4 tháng 1 năm 2012                       | Xbox Live Arcade          | EA Tiburon                                                        | [ 182 ]                 |
| Kingdoms of Amalur: Reckoning                                | 7 tháng 2 năm 2012                       | PlayStation 3             | 38 Studios / Big Huge Games                                       | [ 183 ]                 |
| Kingdoms of Amalur: Reckoning                                | 7 tháng 2 năm 2012                       | Windows                   | 38 Studios / Big Huge Games                                       | [ 183 ]                 |
| Kingdoms of Amalur: Reckoning                                | 7 tháng 2 năm 2012                       | Xbox 360                  | 38 Studios / Big Huge Games                                       | [ 183 ]                 |
| Shank 2                                                      | 7 tháng 2 năm 2012                       | PlayStation 3             | Klei Entertainment                                                | [ 184 ] [ 185 ]         |
| Shank 2                                                      | 7 tháng 2 năm 2012                       | Windows                   | Klei Entertainment                                                | [ 184 ] [ 185 ]         |
| Shank 2                                                      | 8 tháng 2 năm 2012                       | Xbox 360                  | Klei Entertainment                                                | [ 184 ] [ 185 ]         |
| Shank 2                                                      | 19 tháng 12 năm 2012                     | Linux                     | Klei Entertainment                                                | [ 184 ] [ 185 ]         |
| Shank 2                                                      | 19 tháng 12 năm 2012                     | Macintosh                 | Klei Entertainment                                                | [ 184 ] [ 185 ]         |
| Grand Slam Tennis 2                                          | 10 tháng 2 năm 2012                      | PlayStation 3             | EA Canada                                                         | [ 186 ]                 |
| Grand Slam Tennis 2                                          | 10 tháng 2 năm 2012                      | Xbox 360                  | EA Canada                                                         | [ 186 ]                 |
| Warp                                                         | 15 tháng 2 năm 2012                      | Xbox 360                  | Trapdoor                                                          | [ 187 ] [ 188 ]         |
| Warp                                                         | 13 tháng 3 năm 2012                      | PlayStation 3             | Trapdoor                                                          | [ 187 ] [ 188 ]         |
| Warp                                                         | 13 tháng 3 năm 2012                      | Windows                   | Trapdoor                                                          | [ 187 ] [ 188 ]         |
| Syndicate                                                    | 21 tháng 2 năm 2012                      | PlayStation 3             | Starbreeze Studios                                                | [ 189 ]                 |
| Syndicate                                                    | 21 tháng 2 năm 2012                      | Windows                   | Starbreeze Studios                                                | [ 189 ]                 |
| Syndicate                                                    | 21 tháng 2 năm 2012                      | Xbox 360                  | Starbreeze Studios                                                | [ 189 ]                 |
| SSX                                                          | 28 tháng 2 năm 2012                      | PlayStation 3             | EA Canada                                                         | [ 190 ]                 |
| SSX                                                          | 28 tháng 2 năm 2012                      | Xbox 360                  | EA Canada                                                         | [ 190 ]                 |
| The Simpsons: Tapped Out                                     | 29 tháng 2 năm 2012                      | iOS                       | EA Mobile                                                         | [ 191 ]                 |
| The Simpsons: Tapped Out                                     | 6 tháng 2 năm 2013                       | Android                   | EA Mobile                                                         | [ 192 ]                 |
| The Simpsons: Tapped Out                                     | 24 tháng 6 năm 2013                      | Kindle Fire               | EA Mobile                                                         | [ 193 ]                 |
| Mass Effect 3                                                | 6 tháng 3 năm 2012                       | PlayStation 3             | BioWare                                                           | [ 194 ]                 |
| Mass Effect 3                                                | 6 tháng 3 năm 2012                       | Windows                   | BioWare                                                           | [ 194 ]                 |
| Mass Effect 3                                                | 6 tháng 3 năm 2012                       | Xbox 360                  | BioWare                                                           | [ 194 ]                 |
| Mass Effect 3                                                | 18 tháng 11 năm 2012                     | Wii U                     | BioWare                                                           | [ 194 ]                 |
| Mass Effect Infiltrator                                      | 6 tháng 3 năm 2012                       | iOS                       | IronMonkey Studios                                                | [ 195 ]                 |
| Mass Effect Infiltrator                                      | 22 tháng 5 năm 2012                      | Android                   | IronMonkey Studios                                                | [ 196 ]                 |
| Mass Effect Infiltrator                                      | 28 tháng 5 năm 2013                      | Windows Phone             | IronMonkey Studios                                                | [ 197 ]                 |
| Mass Effect Infiltrator                                      | 13 tháng 6 năm 2013                      | BlackBerry                | IronMonkey Studios                                                | [ 198 ]                 |
| The Sims 3: Showtime                                         | 6 tháng 3 năm 2012                       | Macintosh                 | EA Salt Lake                                                      | [ 199 ]                 |
| The Sims 3: Showtime                                         | 6 tháng 3 năm 2012                       | Windows                   | EA Salt Lake                                                      | [ 199 ]                 |
| FIFA Street                                                  | 13 tháng 3 năm 2012                      | PlayStation 3             | EA Canada                                                         | [ 200 ]                 |
| FIFA Street                                                  | 13 tháng 3 năm 2012                      | Xbox 360                  | EA Canada                                                         | [ 200 ]                 |
| Flight Control Rocket                                        | 15 tháng 3 năm 2012                      | iOS                       | Firemint                                                          | [ 201 ]                 |
| Tiger Woods PGA Tour 13                                      | 27 tháng 3 năm 2012                      | PlayStation 3             | EA Tiburon                                                        | [ 202 ]                 |
| Tiger Woods PGA Tour 13                                      | 27 tháng 3 năm 2012                      | Xbox 360                  | EA Tiburon                                                        | [ 202 ]                 |
| UEFA Euro 2012                                               | 24 tháng 4 năm 2012                      | PlayStation 3             | EA Canada                                                         | [ 203 ]                 |
| UEFA Euro 2012                                               | 24 tháng 4 năm 2012                      | Windows                   | EA Canada                                                         | [ 204 ]                 |
| UEFA Euro 2012                                               | 24 tháng 4 năm 2012                      | Xbox 360                  | EA Canada                                                         | [ 205 ]                 |
| Bejeweled Classic HD                                         | 17 tháng 5 năm 2012                      | iOS                       | PopCap Games                                                      | [ 206 ]                 |
| Command & Conquer: Tiberium Alliances                        | 24 tháng 5 năm 2012                      | Windows                   | EA Phenomic                                                       | [ 207 ]                 |
| NCAA Football 13                                             | 10 tháng 7 năm 2012                      | PlayStation 3             | EA Tiburon                                                        | [ 208 ]                 |
| NCAA Football 13                                             | 10 tháng 7 năm 2012                      | Xbox 360                  | EA Tiburon                                                        | [ 208 ]                 |
| SimCity Social                                               | 25 tháng 6 năm 2012                      | Facebook                  | Playfish                                                          | [ 145 ]                 |
| The Secret World                                             | 3 tháng 7 năm 2012                       | Windows                   | Funcom                                                            | [ 209 ]                 |
| World Series of Poker                                        | 10 tháng 7 năm 2012                      | iOS                       | Left Field Productions                                            | [ 210 ] [ 211 ]         |
| Outernauts                                                   | 24 tháng 7 năm 2012                      | Facebook                  | Insomniac Games                                                   | [ 212 ]                 |
| Outernauts                                                   | 24 tháng 7 năm 2012                      | iOS                       | Insomniac Games                                                   | [ 212 ]                 |
| Madden NFL 13                                                | 28 tháng 8 năm 2012                      | PlayStation 3             | EA Tiburon                                                        | [ 213 ]                 |
| Madden NFL 13                                                | 28 tháng 8 năm 2012                      | PlayStation Vita          | EA Tiburon                                                        | [ 213 ]                 |
| Madden NFL 13                                                | 28 tháng 8 năm 2012                      | Wii                       | EA Tiburon                                                        | [ 213 ]                 |
| Madden NFL 13                                                | 28 tháng 8 năm 2012                      | Xbox 360                  | EA Tiburon                                                        | [ 213 ]                 |
| Madden NFL 13                                                | 1 tháng 11 năm 2012                      | iOS                       | EA Tiburon                                                        | [ 214 ]                 |
| Madden NFL 13                                                | 18 tháng 11 năm 2012                     | Wii U                     | EA Tiburon                                                        | [ 215 ]                 |
| Madden NFL Social                                            | 29 tháng 8 năm 2012                      | Facebook                  | Electronic Arts                                                   | [ 216 ]                 |
| Madden NFL Social                                            | 29 tháng 8 năm 2012                      | iOS                       | Electronic Arts                                                   | [ 216 ]                 |
| NHL 13                                                       | 11 tháng 9 năm 2012                      | PlayStation 3             | EA Canada                                                         | [ 217 ]                 |
| NHL 13                                                       | 11 tháng 9 năm 2012                      | Xbox 360                  | EA Canada                                                         | [ 217 ]                 |
| The Sims 3: Supernatural                                     | 4 tháng 9 năm 2012                       | Macintosh                 | EA Salt Lake                                                      | [ 218 ]                 |
| The Sims 3: Supernatural                                     | 4 tháng 9 năm 2012                       | Windows                   | EA Salt Lake                                                      | [ 218 ]                 |
| JetSet Secrets                                               | 24 tháng 9 năm 2012                      | Facebook                  | Electronic Arts                                                   | [ 219 ]                 |
| FIFA 13                                                      | 25 tháng 9 năm 2012                      | iOS                       | EA Canada                                                         | [ 220 ]                 |
| FIFA 13                                                      | 25 tháng 9 năm 2012                      | Java ME                   | EA Canada                                                         | [ 221 ]                 |
| FIFA 13                                                      | 25 tháng 9 năm 2012                      | Nintendo 3DS              | EA Canada                                                         | [ 221 ]                 |
| FIFA 13                                                      | 25 tháng 9 năm 2012                      | PlayStation 2             | EA Canada                                                         | [ 221 ]                 |
| FIFA 13                                                      | 25 tháng 9 năm 2012                      | PlayStation 3             | EA Canada                                                         | [ 221 ]                 |
| FIFA 13                                                      | 25 tháng 9 năm 2012                      | PlayStation Portable      | EA Canada                                                         | [ 221 ]                 |
| FIFA 13                                                      | 25 tháng 9 năm 2012                      | PlayStation Vita          | EA Canada                                                         | [ 221 ]                 |
| FIFA 13                                                      | 25 tháng 9 năm 2012                      | Wii                       | EA Canada                                                         | [ 221 ]                 |
| FIFA 13                                                      | 25 tháng 9 năm 2012                      | Windows                   | EA Canada                                                         | [ 221 ]                 |
| FIFA 13                                                      | 25 tháng 9 năm 2012                      | Xbox 360                  | EA Canada                                                         | [ 221 ]                 |
| FIFA 13                                                      | 18 tháng 11 năm 2012                     | Wii U                     | EA Canada                                                         | [ 215 ]                 |
| FIFA 13                                                      | 8 tháng 7 năm 2013                       | Windows Phone 8           | EA Canada                                                         | [ 221 ]                 |
| Medal of Honor: Warfighter                                   | 23 tháng 10 năm 2012                     | PlayStation 3             | Danger Close Games                                                | [ 213 ]                 |
| Medal of Honor: Warfighter                                   | 23 tháng 10 năm 2012                     | Windows                   | Danger Close Games                                                | [ 213 ]                 |
| Medal of Honor: Warfighter                                   | 23 tháng 10 năm 2012                     | Xbox 360                  | Danger Close Games                                                | [ 213 ]                 |
| FIFA Manager 13                                              | 26 tháng 10 năm 2012                     | Windows                   | Bright Future                                                     | [ 222 ]                 |
| Need for Speed: Most Wanted                                  | 30 tháng 10 năm 2012                     | Android                   | Criterion Games                                                   | [ 223 ]                 |
| Need for Speed: Most Wanted                                  | 30 tháng 10 năm 2012                     | iOS                       | Criterion Games                                                   | [ 223 ]                 |
| Need for Speed: Most Wanted                                  | 30 tháng 10 năm 2012                     | Kindle Fire               | Criterion Games                                                   | [ 223 ]                 |
| Need for Speed: Most Wanted                                  | 30 tháng 10 năm 2012                     | PlayStation 3             | Criterion Games                                                   | [ 223 ]                 |
| Need for Speed: Most Wanted                                  | 30 tháng 10 năm 2012                     | PlayStation Vita          | Criterion Games                                                   | [ 223 ]                 |
| Need for Speed: Most Wanted                                  | 30 tháng 10 năm 2012                     | Windows                   | Criterion Games                                                   | [ 223 ]                 |
| Need for Speed: Most Wanted                                  | 30 tháng 10 năm 2012                     | Xbox 360                  | Criterion Games                                                   | [ 223 ]                 |
| Need for Speed: Most Wanted                                  | 19 tháng 3 năm 2013                      | Wii U                     | Criterion Games                                                   | [ 215 ]                 |
| The Sims 3: Seasons                                          | 13 tháng 11 năm 2012                     | Macintosh                 | Maxis Redwood Shores                                              | [ 224 ]                 |
| The Sims 3: Seasons                                          | 13 tháng 11 năm 2012                     | Windows                   | Maxis Redwood Shores                                              | [ 224 ]                 |
| FIFA Online 3                                                | 18 tháng 12 năm 2012                     | Windows                   | Electronic Arts / EA Spearhead                                    | [ 225 ]                 |
| Dead Space 3                                                 | 5 tháng 2 năm 2013                       | PlayStation 3             | Visceral Games                                                    | [ 226 ]                 |
| Dead Space 3                                                 | 5 tháng 2 năm 2013                       | Windows                   | Visceral Games                                                    | [ 226 ]                 |
| Dead Space 3                                                 | 5 tháng 2 năm 2013                       | Xbox 360                  | Visceral Games                                                    | [ 226 ]                 |
| Crysis 3                                                     | 19 tháng 2 năm 2013                      | PlayStation 3             | Crytek                                                            | [ 122 ]                 |
| Crysis 3                                                     | 19 tháng 2 năm 2013                      | Windows                   | Crytek                                                            | [ 122 ]                 |
| Crysis 3                                                     | 19 tháng 2 năm 2013                      | Xbox 360                  | Crytek                                                            | [ 122 ]                 |
| Real Racing 3                                                | 28 tháng 2 năm 2013                      | Android                   | Firemonkeys Studios                                               | [ 227 ]                 |
| Real Racing 3                                                | 28 tháng 2 năm 2013                      | iOS                       | Firemonkeys Studios                                               | [ 227 ]                 |
| Real Racing 3                                                | 28 tháng 8 năm 2013                      | BlackBerry                | Firemonkeys Studios                                               | [ 227 ]                 |
| The Sims 3: University Life                                  | 5 tháng 3 năm 2013                       | Macintosh                 | EA Salt Lake                                                      | [ 228 ]                 |
| The Sims 3: University Life                                  | 5 tháng 3 năm 2013                       | Windows                   | EA Salt Lake                                                      | [ 228 ]                 |
| SimCity                                                      | 6 tháng 3 năm 2013                       | Windows                   | Maxis Emeryville                                                  | [ 229 ]                 |
| SimCity                                                      | 29 tháng 8 năm 2013                      | Macintosh                 | Maxis Emeryville                                                  | [ 230 ]                 |
| Army of Two: The Devil's Cartel                              | 26 tháng 3 năm 2013                      | PlayStation 3             | Visceral Games / EA Montreal                                      | [ 231 ]                 |
| Army of Two: The Devil's Cartel                              | 26 tháng 3 năm 2013                      | Xbox 360                  | Visceral Games / EA Montreal                                      | [ 231 ]                 |
| Tiger Woods PGA Tour 14                                      | 26 tháng 3 năm 2013                      | PlayStation 3             | EA Tiburon                                                        | [ 232 ]                 |
| Tiger Woods PGA Tour 14                                      | 26 tháng 3 năm 2013                      | Xbox 360                  | EA Tiburon                                                        | [ 232 ]                 |
| Fuse                                                         | 28 tháng 5 năm 2013                      | PlayStation 3             | Insomniac Games                                                   | [ 233 ]                 |
| Fuse                                                         | 28 tháng 5 năm 2013                      | Xbox 360                  | Insomniac Games                                                   | [ 233 ]                 |
| The Sims 3: Island Paradise                                  | 25 tháng 6 năm 2013                      | Macintosh                 | Maxis Redwood Shores                                              | [ 234 ]                 |
| The Sims 3: Island Paradise                                  | 25 tháng 6 năm 2013                      | Windows                   | Maxis Redwood Shores                                              | [ 234 ]                 |
| NCAA Football 14                                             | 9 tháng 7 năm 2013                       | PlayStation 3             | EA Tiburon                                                        | [ 232 ]                 |
| NCAA Football 14                                             | 9 tháng 7 năm 2013                       | Xbox 360                  | EA Tiburon                                                        | [ 232 ]                 |
| Iron Force                                                   | 24 tháng 7 năm 2013                      | Android                   | CoolFish Games                                                    | [ 235 ]                 |
| Iron Force                                                   | 24 tháng 7 năm 2013                      | iOS                       | CoolFish Games                                                    | [ 235 ]                 |
| Ultima Forever: Quest for the Avatar                         | 7 tháng 8 năm 2013                       | iOS                       | Mythic Entertainment / Escalation Studios                         | [ 236 ]                 |
| Madden NFL 25                                                | 27 tháng 8 năm 2013                      | iOS                       | EA Tiburon                                                        | [ 237 ]                 |
| Madden NFL 25                                                | 27 tháng 8 năm 2013                      | PlayStation 3             | EA Tiburon                                                        | [ 237 ]                 |
| Madden NFL 25                                                | 27 tháng 8 năm 2013                      | Xbox 360                  | EA Tiburon                                                        | [ 237 ]                 |
| Madden NFL 25                                                | 15 tháng 11 năm 2013                     | PlayStation 4             | EA Tiburon                                                        | [ 238 ]                 |
| Madden NFL 25                                                | 22 tháng 11 năm 2013                     | Xbox One                  | EA Tiburon                                                        | [ 238 ]                 |
| Madden NFL 25                                                | 23 tháng 12 năm 2013                     | Android                   | EA Tiburon                                                        | [ 237 ]                 |
| NHL 14                                                       | 10 tháng 9 năm 2013                      | PlayStation 3             | EA Canada                                                         | [ 232 ]                 |
| NHL 14                                                       | 10 tháng 9 năm 2013                      | Xbox 360                  | EA Canada                                                         | [ 232 ]                 |
| FIFA 14                                                      | 23 tháng 9 năm 2013                      | Android                   | EA Canada                                                         | [ 239 ]                 |
| FIFA 14                                                      | 23 tháng 9 năm 2013                      | iOS                       | EA Canada                                                         | [ 239 ]                 |
| FIFA 14                                                      | 23 tháng 9 năm 2013                      | Java ME                   | EA Canada                                                         | [ 239 ]                 |
| FIFA 14                                                      | 24 tháng 9 năm 2013                      | Nintendo 3DS              | EA Canada                                                         | [ 240 ]                 |
| FIFA 14                                                      | 24 tháng 9 năm 2013                      | PlayStation 2             | EA Canada                                                         | [ 240 ]                 |
| FIFA 14                                                      | 24 tháng 9 năm 2013                      | PlayStation 3             | EA Canada                                                         | [ 240 ]                 |
| FIFA 14                                                      | 24 tháng 9 năm 2013                      | PlayStation Portable      | EA Canada                                                         | [ 240 ]                 |
| FIFA 14                                                      | 24 tháng 9 năm 2013                      | PlayStation Vita          | EA Canada                                                         | [ 240 ]                 |
| FIFA 14                                                      | 24 tháng 9 năm 2013                      | Wii                       | EA Canada                                                         | [ 240 ]                 |
| FIFA 14                                                      | 24 tháng 9 năm 2013                      | Windows                   | EA Canada                                                         | [ 240 ]                 |
| FIFA 14                                                      | 24 tháng 9 năm 2013                      | Xbox 360                  | EA Canada                                                         | [ 240 ]                 |
| FIFA 14                                                      | 12 tháng 11 năm 2013                     | PlayStation 4             | EA Canada                                                         | [ 238 ]                 |
| FIFA 14                                                      | 19 tháng 11 năm 2013                     | Xbox One                  | EA Canada                                                         | [ 238 ]                 |
| FIFA 14                                                      | 28 tháng 2 năm 2014                      | Windows Phone             | EA Canada                                                         | [ 241 ]                 |
| Yogify                                                       | 7 tháng 10 năm 2013                      | iOS                       | Electronic Arts                                                   | [ 242 ]                 |
| The Sims 3: Into the Future                                  | 22 tháng 10 năm 2013                     | Macintosh                 | EA Salt Lake                                                      | [ 243 ]                 |
| The Sims 3: Into the Future                                  | 22 tháng 10 năm 2013                     | Windows                   | EA Salt Lake                                                      | [ 243 ]                 |
| Plants vs. Zombies 2: It's About Time                        | 23 tháng 10 năm 2013                     | Android                   | PopCap Games                                                      | [ 244 ]                 |
| Plants vs. Zombies 2: It's About Time                        | 15 tháng 8 năm 2013                      | iOS                       | PopCap Games                                                      | [ 244 ]                 |
| Battlefield 4                                                | 29 tháng 10 năm 2013                     | PlayStation 3             | EA DICE                                                           | [ 238 ]                 |
| Battlefield 4                                                | 29 tháng 10 năm 2013                     | Windows                   | EA DICE                                                           | [ 238 ]                 |
| Battlefield 4                                                | 29 tháng 10 năm 2013                     | Xbox 360                  | EA DICE                                                           | [ 238 ]                 |
| Battlefield 4                                                | 15 tháng 11 năm 2013                     | PlayStation 4             | EA DICE                                                           | [ 238 ]                 |
| Battlefield 4                                                | 22 tháng 11 năm 2013                     | Xbox One                  | EA DICE                                                           | [ 238 ]                 |
| FIFA Manager 14                                              | 25 tháng 10 năm 2013                     | Windows                   | Bright Future                                                     | [ 245 ]                 |
| FIFA World                                                   | 12 tháng 11 năm 2013                     | Windows                   | EA Canada                                                         | [ 45 ]                  |
| Need for Speed Rivals                                        | 15 tháng 11 năm 2013                     | PlayStation 4             | Ghost Games                                                       | [ 246 ]                 |
| Need for Speed Rivals                                        | 19 tháng 11 năm 2013                     | PlayStation 3             | Ghost Games                                                       | [ 246 ]                 |
| Need for Speed Rivals                                        | 19 tháng 11 năm 2013                     | Windows                   | Ghost Games                                                       | [ 246 ]                 |
| Need for Speed Rivals                                        | 19 tháng 11 năm 2013                     | Xbox 360                  | Ghost Games                                                       | [ 246 ]                 |
| Need for Speed Rivals                                        | 22 tháng 11 năm 2013                     | Xbox One                  | Ghost Games                                                       | [ 246 ]                 |
| NBA Live 14                                                  | 19 tháng 11 năm 2013                     | PlayStation 4             | EA Tiburon                                                        | [ 247 ]                 |
| NBA Live 14                                                  | 19 tháng 11 năm 2013                     | Xbox One                  | EA Tiburon                                                        | [ 247 ]                 |
| Heroes of Dragon Age                                         | 5 tháng 12 năm 2013                      | Android                   | Electronic Arts                                                   | [ 248 ]                 |
| Heroes of Dragon Age                                         | 5 tháng 12 năm 2013                      | iOS                       | Electronic Arts                                                   | [ 248 ]                 |
| Peggle 2                                                     | 9 tháng 12 năm 2013                      | Xbox One                  | PopCap Games                                                      | [ 249 ]                 |
| Peggle 2                                                     | 7 tháng 5 năm 2014                       | Xbox 360                  | PopCap Games                                                      | [ 249 ]                 |
| Peggle 2                                                     | 14 tháng 10 năm 2014                     | PlayStation 4             | PopCap Games                                                      | [ 249 ]                 |
| Fightback                                                    | 17 tháng 12 năm 2013                     | iOS                       | Ninja Theory                                                      | [ 250 ]                 |
| Dungeon Keeper Mobile                                        | 30 tháng 1 năm 2014                      | Android                   | Mythic Entertainment                                              | [ 251 ]                 |
| Dungeon Keeper Mobile                                        | 30 tháng 1 năm 2014                      | iOS                       | Mythic Entertainment                                              | [ 251 ]                 |
| Plants vs. Zombies: Garden Warfare                           | 25 tháng 2 năm 2014                      | Xbox 360                  | PopCap Games                                                      | [ 252 ]                 |
| Plants vs. Zombies: Garden Warfare                           | 25 tháng 2 năm 2014                      | Xbox One                  | PopCap Games                                                      | [ 252 ]                 |
| Plants vs. Zombies: Garden Warfare                           | 24 tháng 6 năm 2014                      | Windows                   | PopCap Games                                                      | [ 252 ]                 |
| Plants vs. Zombies: Garden Warfare                           | 19 tháng 8 năm 2014                      | PlayStation 3             | PopCap Games                                                      | [ 252 ]                 |
| Plants vs. Zombies: Garden Warfare                           | 19 tháng 8 năm 2014                      | PlayStation 4             | PopCap Games                                                      | [ 252 ]                 |
| Titanfall                                                    | 11 tháng 3 năm 2014                      | Windows                   | Respawn Entertainment                                             | [ 253 ]                 |
| Titanfall                                                    | 11 tháng 3 năm 2014                      | Xbox 360                  | Respawn Entertainment                                             | [ 253 ]                 |
| Titanfall                                                    | 11 tháng 3 năm 2014                      | Xbox One                  | Respawn Entertainment                                             | [ 253 ]                 |
| 2014 FIFA World Cup Brazil                                   | 15 tháng 4 năm 2014                      | PlayStation 3             | EA Canada                                                         | [ 254 ]                 |
| 2014 FIFA World Cup Brazil                                   | 15 tháng 4 năm 2014                      | Xbox 360                  | EA Canada                                                         | [ 254 ]                 |
| EA Sports UFC                                                | 17 tháng 6 năm 2014                      | PlayStation 4             | EA Canada / SkyBox Labs                                           | [ 255 ]                 |
| EA Sports UFC                                                | 17 tháng 6 năm 2014                      | Xbox One                  | EA Canada / SkyBox Labs                                           | [ 255 ]                 |
| Madden NFL 15                                                | 26 tháng 8 năm 2014                      | PlayStation 3             | EA Tiburon                                                        | [ 256 ]                 |
| Madden NFL 15                                                | 26 tháng 8 năm 2014                      | PlayStation 4             | EA Tiburon                                                        | [ 256 ]                 |
| Madden NFL 15                                                | 26 tháng 8 năm 2014                      | Xbox 360                  | EA Tiburon                                                        | [ 256 ]                 |
| Madden NFL 15                                                | 26 tháng 8 năm 2014                      | Xbox One                  | EA Tiburon                                                        | [ 256 ]                 |
| Madden NFL Mobile                                            | 26 tháng 8 năm 2014                      | Android                   | EA Tiburon                                                        | [ 257 ]                 |
| Madden NFL Mobile                                            | 26 tháng 8 năm 2014                      | iOS                       | EA Tiburon                                                        | [ 257 ]                 |
| The Sims 4                                                   | 2 tháng 9 năm 2014                       | Windows                   | Maxis                                                             | [ 258 ]                 |
| The Sims 4                                                   | 17 tháng 2 năm 2015                      | Macintosh                 | Maxis                                                             | [ 259 ]                 |
| The Sims 4                                                   | 14 tháng 11 năm 2017                     | PlayStation 4             | Maxis                                                             | [ 260 ]                 |
| The Sims 4                                                   | 14 tháng 11 năm 2017                     | Xbox One                  | Maxis                                                             | [ 260 ]                 |
| NHL 15                                                       | 9 tháng 9 năm 2014                       | PlayStation 3             | EA Canada                                                         | [ 261 ]                 |
| NHL 15                                                       | 9 tháng 9 năm 2014                       | PlayStation 4             | EA Canada                                                         | [ 261 ]                 |
| NHL 15                                                       | 9 tháng 9 năm 2014                       | Xbox 360                  | EA Canada                                                         | [ 261 ]                 |
| NHL 15                                                       | 9 tháng 9 năm 2014                       | Xbox One                  | EA Canada                                                         | [ 261 ]                 |
| Bejeweled 3                                                  | 17 tháng 9 năm 2014                      | Windows                   | PopCap Games                                                      | [ 262 ]                 |
| FIFA 15                                                      | 23 tháng 9 năm 2014                      | Android                   | EA Canada                                                         | [ 263 ]                 |
| FIFA 15                                                      | 23 tháng 9 năm 2014                      | iOS                       | EA Canada                                                         | [ 263 ]                 |
| FIFA 15                                                      | 23 tháng 9 năm 2014                      | Nintendo 3DS              | EA Canada                                                         | [ 264 ]                 |
| FIFA 15                                                      | 23 tháng 9 năm 2014                      | PlayStation 3             | EA Canada                                                         | [ 265 ]                 |
| FIFA 15                                                      | 23 tháng 9 năm 2014                      | PlayStation 4             | EA Canada                                                         | [ 265 ]                 |
| FIFA 15                                                      | 23 tháng 9 năm 2014                      | PlayStation Vita          | EA Canada                                                         | [ 264 ]                 |
| FIFA 15                                                      | 23 tháng 9 năm 2014                      | Wii                       | EA Canada                                                         | [ 264 ]                 |
| FIFA 15                                                      | 23 tháng 9 năm 2014                      | Windows                   | EA Canada                                                         | [ 265 ]                 |
| FIFA 15                                                      | 23 tháng 9 năm 2014                      | Xbox 360                  | EA Canada                                                         | [ 265 ]                 |
| FIFA 15                                                      | 23 tháng 9 năm 2014                      | Xbox One                  | EA Canada                                                         | [ 265 ]                 |
| FIFA 15                                                      | 23 tháng 9 năm 2014                      | Windows Phone             | EA Canada                                                         | [ 263 ]                 |
| SimCity: BuildIt                                             | 22 tháng 10 năm 2014                     | Android                   | TrackTwenty                                                       | [ 266 ]                 |
| SimCity: BuildIt                                             | 24 tháng 10 năm 2014                     | iOS                       | TrackTwenty                                                       | [ 266 ]                 |
| NBA Live 15                                                  | 28 tháng 10 năm 2014                     | PlayStation 4             | EA Tiburon                                                        | [ 267 ]                 |
| NBA Live 15                                                  | 28 tháng 10 năm 2014                     | Xbox One                  | EA Tiburon                                                        | [ 267 ]                 |
| Dragon Age: Inquisition                                      | 18 tháng 11 năm 2014                     | PlayStation 3             | BioWare                                                           | [ 268 ]                 |
| Dragon Age: Inquisition                                      | 18 tháng 11 năm 2014                     | PlayStation 4             | BioWare                                                           | [ 268 ]                 |
| Dragon Age: Inquisition                                      | 18 tháng 11 năm 2014                     | Windows                   | BioWare                                                           | [ 268 ]                 |
| Dragon Age: Inquisition                                      | 18 tháng 11 năm 2014                     | Xbox 360                  | BioWare                                                           | [ 268 ]                 |
| Dragon Age: Inquisition                                      | 18 tháng 11 năm 2014                     | Xbox One                  | BioWare                                                           | [ 268 ]                 |
| Peggle Blast                                                 | 2 tháng 12 năm 2014                      | Android                   | PopCap Games                                                      | [ 269 ]                 |
| Peggle Blast                                                 | 2 tháng 12 năm 2014                      | iOS                       | PopCap Games                                                      | [ 269 ]                 |
| The Sims 4: Outdoor Retreat                                  | 13 tháng 1 năm 2015                      | Macintosh                 | Maxis Redwood Shores                                              | [ 270 ] [ 271 ]         |
| The Sims 4: Outdoor Retreat                                  | 13 tháng 1 năm 2015                      | Windows                   | Maxis Redwood Shores                                              | [ 270 ] [ 271 ]         |
| The Sims 4: Outdoor Retreat                                  | 4 tháng 12 năm 2018                      | PlayStation 4             | Maxis Redwood Shores                                              | [ 270 ] [ 271 ]         |
| The Sims 4: Outdoor Retreat                                  | 4 tháng 12 năm 2018                      | Xbox One                  | Maxis Redwood Shores                                              | [ 270 ] [ 271 ]         |
| Battlefield Hardline                                         | 17 tháng 3 năm 2015                      | PlayStation 3             | Visceral Games                                                    | [ 272 ]                 |
| Battlefield Hardline                                         | 17 tháng 3 năm 2015                      | PlayStation 4             | Visceral Games                                                    | [ 272 ]                 |
| Battlefield Hardline                                         | 17 tháng 3 năm 2015                      | Windows                   | Visceral Games                                                    | [ 272 ]                 |
| Battlefield Hardline                                         | 17 tháng 3 năm 2015                      | Xbox 360                  | Visceral Games                                                    | [ 272 ]                 |
| Battlefield Hardline                                         | 17 tháng 3 năm 2015                      | Xbox One                  | Visceral Games                                                    | [ 272 ]                 |
| The Sims 4: Get to Work                                      | 31 tháng 3 năm 2015                      | Macintosh                 | Maxis Redwood Shores                                              | [ 273 ]                 |
| The Sims 4: Get to Work                                      | 31 tháng 3 năm 2015                      | Windows                   | Maxis Redwood Shores                                              | [ 273 ]                 |
| The Sims 4: Get to Work                                      | 20 tháng 3 năm 2018                      | PlayStation 4             | Maxis Redwood Shores                                              | [ 273 ]                 |
| The Sims 4: Get to Work                                      | 20 tháng 3 năm 2018                      | Xbox One                  | Maxis Redwood Shores                                              | [ 273 ]                 |
| UFC Mobile                                                   | 21 tháng 4 năm 2015                      | Android                   | EA Canada / SkyBox Labs                                           | [ 274 ] [ 275 ]         |
| UFC Mobile                                                   | 21 tháng 4 năm 2015                      | iOS                       | EA Canada / SkyBox Labs                                           | [ 274 ] [ 275 ]         |
| The Sims 4 Stuff packs                                       | 19 tháng 5 năm 2015–4 tháng 2 năm 2020   | Macintosh                 | Maxis Redwood Shores                                              | [ 276 ] [ 277 ]         |
| The Sims 4 Stuff packs                                       | 19 tháng 5 năm 2015–4 tháng 2 năm 2020   | PlayStation 4             | Maxis Redwood Shores                                              | [ 276 ] [ 277 ]         |
| The Sims 4 Stuff packs                                       | 19 tháng 5 năm 2015–4 tháng 2 năm 2020   | Windows                   | Maxis Redwood Shores                                              | [ 276 ] [ 277 ]         |
| The Sims 4 Stuff packs                                       | 19 tháng 5 năm 2015–4 tháng 2 năm 2020   | Xbox One                  | Maxis Redwood Shores                                              | [ 276 ] [ 277 ]         |
| Rory McIlroy PGA Tour                                        | 14 tháng 7 năm 2015                      | PlayStation 4             | EA Tiburon                                                        | [ 278 ]                 |
| Rory McIlroy PGA Tour                                        | 14 tháng 7 năm 2015                      | Xbox One                  | EA Tiburon                                                        | [ 278 ]                 |
| Madden NFL 16                                                | 25 tháng 8 năm 2015                      | PlayStation 3             | EA Tiburon                                                        | [ 279 ]                 |
| Madden NFL 16                                                | 25 tháng 8 năm 2015                      | PlayStation 4             | EA Tiburon                                                        | [ 279 ]                 |
| Madden NFL 16                                                | 25 tháng 8 năm 2015                      | Xbox 360                  | EA Tiburon                                                        | [ 279 ]                 |
| Madden NFL 16                                                | 25 tháng 8 năm 2015                      | Xbox One                  | EA Tiburon                                                        | [ 279 ]                 |
| NHL 16                                                       | 15 tháng 9 năm 2015                      | PlayStation 3             | EA Canada                                                         | [ 280 ]                 |
| NHL 16                                                       | 15 tháng 9 năm 2015                      | PlayStation 4             | EA Canada                                                         | [ 280 ]                 |
| NHL 16                                                       | 15 tháng 9 năm 2015                      | Xbox 360                  | EA Canada                                                         | [ 280 ]                 |
| NHL 16                                                       | 15 tháng 9 năm 2015                      | Xbox One                  | EA Canada                                                         | [ 280 ]                 |
| FIFA 16                                                      | 22 tháng 9 năm 2015                      | Android                   | EA Canada                                                         | [ 281 ]                 |
| FIFA 16                                                      | 22 tháng 9 năm 2015                      | iOS                       | EA Canada                                                         | [ 281 ]                 |
| FIFA 16                                                      | 22 tháng 9 năm 2015                      | PlayStation 3             | EA Canada                                                         | [ 282 ]                 |
| FIFA 16                                                      | 22 tháng 9 năm 2015                      | PlayStation 4             | EA Canada                                                         | [ 282 ]                 |
| FIFA 16                                                      | 22 tháng 9 năm 2015                      | Windows                   | EA Canada                                                         | [ 282 ]                 |
| FIFA 16                                                      | 22 tháng 9 năm 2015                      | Xbox 360                  | EA Canada                                                         | [ 282 ]                 |
| FIFA 16                                                      | 22 tháng 9 năm 2015                      | Xbox One                  | EA Canada                                                         | [ 282 ]                 |
| NBA Live 16                                                  | 29 tháng 9 năm 2015                      | PlayStation 4             | EA Tiburon                                                        | [ 283 ]                 |
| NBA Live 16                                                  | 29 tháng 9 năm 2015                      | Xbox One                  | EA Tiburon                                                        | [ 283 ]                 |
| Need for Speed: No Limits                                    | 30 tháng 9 năm 2015                      | Android                   | Firemonkeys Studios                                               | [ 284 ]                 |
| Need for Speed: No Limits                                    | 30 tháng 9 năm 2015                      | iOS                       | Firemonkeys Studios                                               | [ 284 ]                 |
| Minions Paradise                                             | 13 tháng 10 năm 2015                     | Android                   | EA Salt Lake                                                      | [ 285 ]                 |
| Minions Paradise                                             | 13 tháng 10 năm 2015                     | iOS                       | EA Salt Lake                                                      | [ 285 ]                 |
| Need for Speed                                               | 3 tháng 11 năm 2015                      | PlayStation 4             | Ghost Games                                                       | [ 286 ]                 |
| Need for Speed                                               | 3 tháng 11 năm 2015                      | Xbox One                  | Ghost Games                                                       | [ 286 ]                 |
| Need for Speed                                               | 15 tháng 3 năm 2016                      | Windows                   | Ghost Games                                                       | [ 287 ]                 |
| Star Wars Battlefront                                        | 17 tháng 11 năm 2015                     | PlayStation 4             | EA DICE                                                           | [ 288 ]                 |
| Star Wars Battlefront                                        | 17 tháng 11 năm 2015                     | Windows                   | EA DICE                                                           | [ 288 ]                 |
| Star Wars Battlefront                                        | 17 tháng 11 năm 2015                     | Xbox One                  | EA DICE                                                           | [ 288 ]                 |
| Battle Copters                                               | 19 tháng 11 năm 2015                     | Android                   | EA Chillingo                                                      | [ 289 ]                 |
| Battle Copters                                               | 19 tháng 11 năm 2015                     | iOS                       | EA Chillingo                                                      | [ 289 ]                 |
| Star Wars: Galaxy of Heroes                                  | 24 tháng 11 năm 2015                     | Android                   | EA Capital Games / EA Mobile                                      | [ 290 ] [ 291 ]         |
| Star Wars: Galaxy of Heroes                                  | 24 tháng 11 năm 2015                     | iOS                       | EA Capital Games / EA Mobile                                      | [ 290 ] [ 291 ]         |
| The Sims 4: Get Together                                     | 8 tháng 12 năm 2015                      | Macintosh                 | Maxis Redwood Shores                                              | [ 292 ] [ 293 ]         |
| The Sims 4: Get Together                                     | 8 tháng 12 năm 2015                      | Windows                   | Maxis Redwood Shores                                              | [ 292 ] [ 293 ]         |
| The Sims 4: Get Together                                     | 11 tháng 9 năm 2018                      | PlayStation 4             | Maxis Redwood Shores                                              | [ 292 ] [ 293 ]         |
| The Sims 4: Get Together                                     | 11 tháng 9 năm 2018                      | Xbox One                  | Maxis Redwood Shores                                              | [ 292 ] [ 293 ]         |
| Unravel                                                      | 9 tháng 2 năm 2016                       | PlayStation 4             | Coldwood Interactive                                              | [ 294 ]                 |
| Unravel                                                      | 9 tháng 2 năm 2016                       | Windows                   | Coldwood Interactive                                              | [ 294 ]                 |
| Unravel                                                      | 9 tháng 2 năm 2016                       | Xbox One                  | Coldwood Interactive                                              | [ 294 ]                 |
| Plants vs. Zombies: Garden Warfare 2                         | 23 tháng 2 năm 2016                      | PlayStation 4             | PopCap Games                                                      | [ 295 ]                 |
| Plants vs. Zombies: Garden Warfare 2                         | 23 tháng 2 năm 2016                      | Windows                   | PopCap Games                                                      | [ 295 ]                 |
| Plants vs. Zombies: Garden Warfare 2                         | 23 tháng 2 năm 2016                      | Xbox One                  | PopCap Games                                                      | [ 295 ]                 |
| EA Sports UFC 2                                              | 15 tháng 3 năm 2016                      | PlayStation 4             | EA Canada                                                         | [ 296 ]                 |
| EA Sports UFC 2                                              | 15 tháng 3 năm 2016                      | Xbox One                  | EA Canada                                                         | [ 296 ]                 |
| Bejeweled Stars                                              | 10 tháng 5 năm 2016                      | Android                   | PopCap Games                                                      | [ 297 ]                 |
| Bejeweled Stars                                              | 10 tháng 5 năm 2016                      | iOS                       | PopCap Games                                                      | [ 297 ]                 |
| Mirror's Edge Catalyst                                       | 7 tháng 6 năm 2016                       | PlayStation 4             | EA DICE                                                           | [ 298 ]                 |
| Mirror's Edge Catalyst                                       | 7 tháng 6 năm 2016                       | Windows                   | EA DICE                                                           | [ 298 ]                 |
| Mirror's Edge Catalyst                                       | 7 tháng 6 năm 2016                       | Xbox One                  | EA DICE                                                           | [ 298 ]                 |
| The Sims 4: Dine Out                                         | 7 tháng 6 năm 2016                       | Macintosh                 | Maxis Redwood Shores                                              | [ 299 ]                 |
| The Sims 4: Dine Out                                         | 7 tháng 6 năm 2016                       | Windows                   | Maxis Redwood Shores                                              | [ 299 ]                 |
| The Sims 4: Dine Out                                         | 8 tháng 1 năm 2018                       | PlayStation 4             | Maxis Redwood Shores                                              | [ 299 ]                 |
| The Sims 4: Dine Out                                         | 8 tháng 1 năm 2018                       | Xbox One                  | Maxis Redwood Shores                                              | [ 299 ]                 |
| The Secret Life of Pets Unleashed                            | 21 tháng 6 năm 2016                      | Android                   | EA Mobile                                                         | [ 300 ]                 |
| The Secret Life of Pets Unleashed                            | 21 tháng 6 năm 2016                      | iOS                       | EA Mobile                                                         | [ 300 ]                 |
| NBA Live Mobile                                              | 6 tháng 7 năm 2016                       | Android                   | EA Tiburon                                                        | [ 301 ]                 |
| NBA Live Mobile                                              | 6 tháng 7 năm 2016                       | iOS                       | EA Tiburon                                                        | [ 301 ]                 |
| Micro Machines                                               | 18 tháng 7 năm 2016                      | iOS                       | Codemasters                                                       | [ 302 ]                 |
| Micro Machines                                               | 27 tháng 9 năm 2016                      | Android                   | Codemasters                                                       | [ 303 ]                 |
| Madden NFL 17                                                | 23 tháng 8 năm 2016                      | PlayStation 3             | EA Tiburon                                                        | [ 304 ]                 |
| Madden NFL 17                                                | 23 tháng 8 năm 2016                      | PlayStation 4             | EA Tiburon                                                        | [ 304 ]                 |
| Madden NFL 17                                                | 23 tháng 8 năm 2016                      | Xbox 360                  | EA Tiburon                                                        | [ 304 ]                 |
| Madden NFL 17                                                | 23 tháng 8 năm 2016                      | Xbox One                  | EA Tiburon                                                        | [ 304 ]                 |
| NHL 17                                                       | 13 tháng 9 năm 2016                      | PlayStation 4             | EA Canada                                                         | [ 305 ]                 |
| NHL 17                                                       | 13 tháng 9 năm 2016                      | Xbox One                  | EA Canada                                                         | [ 305 ]                 |
| FIFA 17                                                      | 27 tháng 9 năm 2016                      | PlayStation 3             | EA Vancouver / EA Bucharest                                       | [ 306 ]                 |
| FIFA 17                                                      | 27 tháng 9 năm 2016                      | PlayStation 4             | EA Vancouver / EA Bucharest                                       | [ 306 ]                 |
| FIFA 17                                                      | 27 tháng 9 năm 2016                      | Windows                   | EA Vancouver / EA Bucharest                                       | [ 306 ]                 |
| FIFA 17                                                      | 27 tháng 9 năm 2016                      | Xbox 360                  | EA Vancouver / EA Bucharest                                       | [ 306 ]                 |
| FIFA 17                                                      | 27 tháng 9 năm 2016                      | Xbox One                  | EA Vancouver / EA Bucharest                                       | [ 306 ]                 |
| FIFA Mobile                                                  | 11 tháng 10 năm 2016                     | Android                   | EA Mobile / EA Canada                                             | [ 307 ] [ 308 ]         |
| FIFA Mobile                                                  | 11 tháng 10 năm 2016                     | iOS                       | EA Mobile / EA Canada                                             | [ 307 ] [ 308 ]         |
| FIFA Mobile                                                  | 11 tháng 10 năm 2016                     | Windows                   | EA Mobile / EA Canada                                             | [ 307 ] [ 308 ]         |
| Plants vs. Zombies Heroes                                    | 18 tháng 10 năm 2016                     | iOS                       | PopCap Games                                                      | [ 309 ]                 |
| Plants vs. Zombies Heroes                                    | 18 tháng 10 năm 2016                     | Android                   | PopCap Games                                                      | [ 309 ]                 |
| Battlefield 1                                                | 21 tháng 10 năm 2016                     | PlayStation 4             | EA DICE                                                           | [ 310 ]                 |
| Battlefield 1                                                | 21 tháng 10 năm 2016                     | Windows                   | EA DICE                                                           | [ 310 ]                 |
| Battlefield 1                                                | 21 tháng 10 năm 2016                     | Xbox One                  | EA DICE                                                           | [ 310 ]                 |
| Titanfall 2                                                  | 28 tháng 10 năm 2016                     | PlayStation 4             | Respawn Entertainment                                             | [ 253 ]                 |
| Titanfall 2                                                  | 28 tháng 10 năm 2016                     | Windows                   | Respawn Entertainment                                             | [ 253 ]                 |
| Titanfall 2                                                  | 28 tháng 10 năm 2016                     | Xbox One                  | Respawn Entertainment                                             | [ 253 ]                 |
| The Sims 4: City Living                                      | 1 tháng 11 năm 2016                      | Macintosh                 | Maxis Redwood Shores                                              | [ 311 ]                 |
| The Sims 4: City Living                                      | 1 tháng 11 năm 2016                      | Windows                   | Maxis Redwood Shores                                              | [ 311 ]                 |
| The Sims 4: City Living                                      | 14 tháng 11 năm 2017                     | PlayStation 4             | Maxis Redwood Shores                                              | [ 311 ]                 |
| The Sims 4: City Living                                      | 14 tháng 11 năm 2017                     | Xbox One                  | Maxis Redwood Shores                                              | [ 311 ]                 |
| WarFriends                                                   | 17 tháng 1 năm 2017                      | Android                   | About Fun                                                         | [ 312 ]                 |
| WarFriends                                                   | 17 tháng 1 năm 2017                      | iOS                       | About Fun                                                         | [ 312 ]                 |
| The Sims 4: Vampires                                         | 24 tháng 1 năm 2017                      | Macintosh                 | Maxis Redwood Shores                                              | [ 313 ] [ 314 ]         |
| The Sims 4: Vampires                                         | 24 tháng 1 năm 2017                      | Windows                   | Maxis Redwood Shores                                              | [ 313 ] [ 314 ]         |
| The Sims 4: Vampires                                         | 14 tháng 11 năm 2017                     | PlayStation 4             | Maxis Redwood Shores                                              | [ 313 ] [ 314 ]         |
| The Sims 4: Vampires                                         | 14 tháng 11 năm 2017                     | Xbox One                  | Maxis Redwood Shores                                              | [ 313 ] [ 314 ]         |
| Mass Effect: Andromeda                                       | 21 tháng 3 năm 2017                      | PlayStation 4             | BioWare                                                           | [ 315 ]                 |
| Mass Effect: Andromeda                                       | 21 tháng 3 năm 2017                      | Windows                   | BioWare                                                           | [ 315 ]                 |
| Mass Effect: Andromeda                                       | 21 tháng 3 năm 2017                      | Xbox One                  | BioWare                                                           | [ 315 ]                 |
| The Sims 4: Parenthood                                       | 30 tháng 5 năm 2017                      | Macintosh                 | Maxis Redwood Shores                                              | [ 316 ] [ 317 ]         |
| The Sims 4: Parenthood                                       | 30 tháng 5 năm 2017                      | Windows                   | Maxis Redwood Shores                                              | [ 316 ] [ 317 ]         |
| The Sims 4: Parenthood                                       | 19 tháng 6 năm 2018                      | PlayStation 4             | Maxis Redwood Shores                                              | [ 316 ] [ 317 ]         |
| The Sims 4: Parenthood                                       | 19 tháng 6 năm 2018                      | Xbox One                  | Maxis Redwood Shores                                              | [ 316 ] [ 317 ]         |
| The Sims 4: Spa Day                                          | 30 tháng 5 năm 2017                      | Macintosh                 | Maxis Redwood Shores                                              | [ 317 ] [ 318 ]         |
| The Sims 4: Spa Day                                          | 30 tháng 5 năm 2017                      | Windows                   | Maxis Redwood Shores                                              | [ 317 ] [ 318 ]         |
| The Sims 4: Spa Day                                          | 19 tháng 6 năm 2018                      | PlayStation 4             | Maxis Redwood Shores                                              | [ 317 ] [ 318 ]         |
| The Sims 4: Spa Day                                          | 19 tháng 6 năm 2018                      | Xbox One                  | Maxis Redwood Shores                                              | [ 317 ] [ 318 ]         |
| Madden NFL 18                                                | 22 tháng 8 năm 2017                      | PlayStation 4             | EA Tiburon                                                        | [ 319 ]                 |
| Madden NFL 18                                                | 22 tháng 8 năm 2017                      | Xbox One                  | EA Tiburon                                                        | [ 319 ]                 |
| NBA Live 18                                                  | 15 tháng 9 năm 2017                      | PlayStation 4             | EA Tiburon                                                        | [ 320 ]                 |
| NBA Live 18                                                  | 15 tháng 9 năm 2017                      | Xbox One                  | EA Tiburon                                                        | [ 320 ]                 |
| NHL 18                                                       | 15 tháng 9 năm 2017                      | PlayStation 4             | EA Canada                                                         | [ 321 ]                 |
| NHL 18                                                       | 15 tháng 9 năm 2017                      | Xbox One                  | EA Canada                                                         | [ 321 ]                 |
| FIFA 18                                                      | 29 tháng 9 năm 2017                      | Nintendo Switch           | EA Vancouver / EA Romania                                         | [ 322 ]                 |
| FIFA 18                                                      | 29 tháng 9 năm 2017                      | PlayStation 3             | EA Vancouver / EA Romania                                         | [ 322 ]                 |
| FIFA 18                                                      | 29 tháng 9 năm 2017                      | PlayStation 4             | EA Vancouver / EA Romania                                         | [ 322 ]                 |
| FIFA 18                                                      | 29 tháng 9 năm 2017                      | Windows                   | EA Vancouver / EA Romania                                         | [ 322 ]                 |
| FIFA 18                                                      | 29 tháng 9 năm 2017                      | Xbox 360                  | EA Vancouver / EA Romania                                         | [ 322 ]                 |
| FIFA 18                                                      | 29 tháng 9 năm 2017                      | Xbox One                  | EA Vancouver / EA Romania                                         | [ 322 ]                 |
| Need for Speed Payback                                       | 10 tháng 11 năm 2017                     | PlayStation 4             | Ghost Games                                                       | [ 323 ]                 |
| Need for Speed Payback                                       | 10 tháng 11 năm 2017                     | Windows                   | Ghost Games                                                       | [ 323 ]                 |
| Need for Speed Payback                                       | 10 tháng 11 năm 2017                     | Xbox One                  | Ghost Games                                                       | [ 323 ]                 |
| The Sims 4: Cats & Dogs                                      | 10 tháng 11 năm 2017                     | Macintosh                 | Maxis Redwood Shores                                              | [ 324 ]                 |
| The Sims 4: Cats & Dogs                                      | 10 tháng 11 năm 2017                     | Windows                   | Maxis Redwood Shores                                              | [ 324 ]                 |
| The Sims 4: Cats & Dogs                                      | 31 tháng 7 năm 2018                      | PlayStation 4             | Maxis Redwood Shores                                              | [ 324 ]                 |
| The Sims 4: Cats & Dogs                                      | 31 tháng 7 năm 2018                      | Xbox One                  | Maxis Redwood Shores                                              | [ 324 ]                 |
| Star Wars Battlefront II                                     | 17 tháng 11 năm 2017                     | PlayStation 4             | EA DICE                                                           | [ 325 ]                 |
| Star Wars Battlefront II                                     | 17 tháng 11 năm 2017                     | Windows                   | EA DICE                                                           | [ 325 ]                 |
| Star Wars Battlefront II                                     | 17 tháng 11 năm 2017                     | Xbox One                  | EA DICE                                                           | [ 325 ]                 |
| EA Sports UFC 3                                              | 2 tháng 2 năm 2018                       | PlayStation 4             | EA Canada                                                         | [ 326 ]                 |
| EA Sports UFC 3                                              | 2 tháng 2 năm 2018                       | Xbox One                  | EA Canada                                                         | [ 326 ]                 |
| Fe                                                           | 16 tháng 2 năm 2018                      | Nintendo Switch           | Zoink                                                             | [ 327 ]                 |
| Fe                                                           | 16 tháng 2 năm 2018                      | PlayStation 4             | Zoink                                                             | [ 327 ]                 |
| Fe                                                           | 16 tháng 2 năm 2018                      | Windows                   | Zoink                                                             | [ 327 ]                 |
| Fe                                                           | 16 tháng 2 năm 2018                      | Xbox One                  | Zoink                                                             | [ 327 ]                 |
| The Sims 4: Jungle Adventure                                 | 27 tháng 2 năm 2018                      | Macintosh                 | Maxis Redwood Shores                                              | [ 328 ]                 |
| The Sims 4: Jungle Adventure                                 | 27 tháng 2 năm 2018                      | Windows                   | Maxis Redwood Shores                                              | [ 328 ]                 |
| The Sims 4: Jungle Adventure                                 | 4 tháng 12 năm 2018                      | PlayStation 4             | Maxis Redwood Shores                                              | [ 328 ]                 |
| The Sims 4: Jungle Adventure                                 | 4 tháng 12 năm 2018                      | Xbox One                  | Maxis Redwood Shores                                              | [ 328 ]                 |
| The Sims Mobile                                              | 6 tháng 3 năm 2018                       | Android                   | Maxis Redwood Shores / Firemonkeys Studios                        | [ 329 ]                 |
| The Sims Mobile                                              | 6 tháng 3 năm 2018                       | iOS                       | Maxis Redwood Shores / Firemonkeys Studios                        | [ 329 ]                 |
| Burnout Paradise Remastered                                  | 16 tháng 3 năm 2018                      | PlayStation 4             | Criterion Games                                                   | [ 330 ]                 |
| Burnout Paradise Remastered                                  | 16 tháng 3 năm 2018                      | Xbox One                  | Criterion Games                                                   | [ 330 ]                 |
| Burnout Paradise Remastered                                  | 21 tháng 8 năm 2018                      | Windows                   | Criterion Games                                                   | [ 330 ]                 |
| Burnout Paradise Remastered                                  | 19 tháng 6 năm 2020                      | Nintendo Switch           | Criterion Games                                                   | [ 331 ]                 |
| A Way Out                                                    | 23 tháng 3 năm 2018                      | PlayStation 4             | Hazelight Studios                                                 | [ 332 ]                 |
| A Way Out                                                    | 23 tháng 3 năm 2018                      | Windows                   | Hazelight Studios                                                 | [ 332 ]                 |
| A Way Out                                                    | 23 tháng 3 năm 2018                      | Xbox One                  | Hazelight Studios                                                 | [ 332 ]                 |
| SSX 3                                                        | 13 tháng 4 năm 2018                      | Xbox One                  | EA Canada                                                         | [ 333 ]                 |
| FIFA Online 4                                                | 17 tháng 5 năm 2018                      | Windows                   | Electronic Arts / EA Spearhead                                    | [ 334 ]                 |
| Unravel Two                                                  | 9 tháng 6 năm 2018                       | PlayStation 4             | Coldwood Interactive                                              | [ 335 ]                 |
| Unravel Two                                                  | 9 tháng 6 năm 2018                       | Windows                   | Coldwood Interactive                                              | [ 335 ]                 |
| Unravel Two                                                  | 9 tháng 6 năm 2018                       | Xbox One                  | Coldwood Interactive                                              | [ 335 ]                 |
| Unravel Two                                                  | 22 tháng 3 năm 2019                      | Nintendo Switch           | Coldwood Interactive                                              | [ 336 ]                 |
| The Sims 4: Seasons                                          | 22 tháng 6 năm 2018                      | Macintosh                 | Maxis Redwood Shores                                              | [ 337 ] [ 338 ]         |
| The Sims 4: Seasons                                          | 22 tháng 6 năm 2018                      | Windows                   | Maxis Redwood Shores                                              | [ 337 ] [ 338 ]         |
| The Sims 4: Seasons                                          | 13 tháng 11 năm 2018                     | PlayStation 4             | Maxis Redwood Shores                                              | [ 337 ] [ 338 ]         |
| The Sims 4: Seasons                                          | 13 tháng 11 năm 2018                     | Xbox One                  | Maxis Redwood Shores                                              | [ 337 ] [ 338 ]         |
| Madden NFL 19                                                | 10 tháng 8 năm 2018                      | PlayStation 4             | EA Tiburon                                                        | [ 339 ]                 |
| Madden NFL 19                                                | 10 tháng 8 năm 2018                      | Windows                   | EA Tiburon                                                        | [ 339 ]                 |
| Madden NFL 19                                                | 10 tháng 8 năm 2018                      | Xbox One                  | EA Tiburon                                                        | [ 339 ]                 |
| Madden NFL Overdrive                                         | 15 tháng 8 năm 2018                      | Android                   | Electronic Arts                                                   | [ 340 ]                 |
| Madden NFL Overdrive                                         | 15 tháng 8 năm 2018                      | iOS                       | Electronic Arts                                                   | [ 340 ]                 |
| NBA Live 19                                                  | 7 tháng 9 năm 2018                       | PlayStation 4             | EA Tiburon                                                        | [ 341 ]                 |
| NBA Live 19                                                  | 7 tháng 9 năm 2018                       | Xbox One                  | EA Tiburon                                                        | [ 341 ]                 |
| NHL 19                                                       | 14 tháng 9 năm 2018                      | PlayStation 4             | EA Vancouver                                                      | [ 342 ]                 |
| NHL 19                                                       | 14 tháng 9 năm 2018                      | Xbox One                  | EA Vancouver                                                      | [ 342 ]                 |
| FIFA 19                                                      | 28 tháng 9 năm 2018                      | Nintendo Switch           | EA Vancouver / EA Romania                                         | [ 343 ]                 |
| FIFA 19                                                      | 28 tháng 9 năm 2018                      | PlayStation 3             | EA Vancouver / EA Romania                                         | [ 343 ]                 |
| FIFA 19                                                      | 28 tháng 9 năm 2018                      | PlayStation 4             | EA Vancouver / EA Romania                                         | [ 343 ]                 |
| FIFA 19                                                      | 28 tháng 9 năm 2018                      | Windows                   | EA Vancouver / EA Romania                                         | [ 343 ]                 |
| FIFA 19                                                      | 28 tháng 9 năm 2018                      | Xbox 360                  | EA Vancouver / EA Romania                                         | [ 343 ]                 |
| FIFA 19                                                      | 28 tháng 9 năm 2018                      | Xbox One                  | EA Vancouver / EA Romania                                         | [ 343 ]                 |
| The Sims 4: Get Famous                                       | 16 tháng 11 năm 2018                     | Macintosh                 | Maxis Redwood Shores                                              | [ 344 ] [ 345 ]         |
| The Sims 4: Get Famous                                       | 16 tháng 11 năm 2018                     | Windows                   | Maxis Redwood Shores                                              | [ 344 ] [ 345 ]         |
| The Sims 4: Get Famous                                       | 12 tháng 2 năm 2019                      | PlayStation 4             | Maxis Redwood Shores                                              | [ 344 ] [ 345 ]         |
| The Sims 4: Get Famous                                       | 12 tháng 2 năm 2019                      | Xbox One                  | Maxis Redwood Shores                                              | [ 344 ] [ 345 ]         |
| Battlefield V                                                | 20 tháng 11 năm 2018                     | PlayStation 4             | EA DICE                                                           | [ 346 ]                 |
| Battlefield V                                                | 20 tháng 11 năm 2018                     | Windows                   | EA DICE                                                           | [ 346 ]                 |
| Battlefield V                                                | 20 tháng 11 năm 2018                     | Xbox One                  | EA DICE                                                           | [ 346 ]                 |
| Command & Conquer: Rivals                                    | 4 tháng 12 năm 2018                      | Android                   | EA Redwood Studios                                                | [ 347 ]                 |
| Command & Conquer: Rivals                                    | 4 tháng 12 năm 2018                      | iOS                       | EA Redwood Studios                                                | [ 347 ]                 |
| Iron Force 2                                                 | 1 tháng 2 năm 2019                       | Android                   | CoolFish Games                                                    | [ 348 ]                 |
| Apex Legends                                                 | 4 tháng 2 năm 2019                       | PlayStation 4             | Respawn Entertainment                                             | [ 349 ]                 |
| Apex Legends                                                 | 4 tháng 2 năm 2019                       | Windows                   | Respawn Entertainment                                             | [ 349 ]                 |
| Apex Legends                                                 | 4 tháng 2 năm 2019                       | Xbox One                  | Respawn Entertainment                                             | [ 349 ]                 |
| Apex Legends                                                 | 9 tháng 3 năm 2021                       | Nintendo Switch           | Respawn Entertainment, Panic Button                               | [ 350 ]                 |
| Apex Legends                                                 | March 29, 2022                           | PlayStation 5             | Respawn Entertainment                                             | [ 351 ]                 |
| Apex Legends                                                 | March 29, 2022                           | Xbox Series X/S           | Respawn Entertainment                                             | [ 351 ]                 |
| Apex Legends                                                 | 2022                                     | Android                   | Respawn Entertainment                                             | [ 352 ]                 |
| Apex Legends                                                 | 2022                                     | iOS                       | Respawn Entertainment                                             | [ 352 ]                 |
| Anthem                                                       | 22 tháng 2 năm 2019                      | PlayStation 4             | BioWare                                                           | [ 349 ]                 |
| Anthem                                                       | 22 tháng 2 năm 2019                      | Windows                   | BioWare                                                           | [ 349 ]                 |
| Anthem                                                       | 22 tháng 2 năm 2019                      | Xbox One                  | BioWare                                                           | [ 349 ]                 |
| The Sims 4: StrangerVille                                    | 26 tháng 2 năm 2019                      | Macintosh                 | Maxis Redwood Shores                                              | [ 353 ] [ 354 ]         |
| The Sims 4: StrangerVille                                    | 26 tháng 2 năm 2019                      | Windows                   | Maxis Redwood Shores                                              | [ 353 ] [ 354 ]         |
| The Sims 4: StrangerVille                                    | 14 tháng 5 năm 2019                      | PlayStation 4             | Maxis Redwood Shores                                              | [ 353 ] [ 354 ]         |
| The Sims 4: StrangerVille                                    | 14 tháng 5 năm 2019                      | Xbox One                  | Maxis Redwood Shores                                              | [ 353 ] [ 354 ]         |
| The Sims 4: Island Living                                    | 21 tháng 6 năm 2019                      | Macintosh                 | Maxis Redwood Shores                                              | [ 355 ]                 |
| The Sims 4: Island Living                                    | 21 tháng 6 năm 2019                      | Windows                   | Maxis Redwood Shores                                              | [ 355 ]                 |
| The Sims 4: Island Living                                    | 16 tháng 7 năm 2019                      | PlayStation 4             | Maxis Redwood Shores                                              | [ 355 ]                 |
| The Sims 4: Island Living                                    | 16 tháng 7 năm 2019                      | Xbox One                  | Maxis Redwood Shores                                              | [ 355 ]                 |
| Sea of Solitude                                              | 5 tháng 7 năm 2019                       | PlayStation 4             | Jo-Mei Games                                                      | [ 356 ] [ 357 ]         |
| Sea of Solitude                                              | 5 tháng 7 năm 2019                       | Windows                   | Jo-Mei Games                                                      | [ 356 ] [ 357 ]         |
| Sea of Solitude                                              | 5 tháng 7 năm 2019                       | Xbox One                  | Jo-Mei Games                                                      | [ 356 ] [ 357 ]         |
| Madden NFL 20                                                | 2 tháng 8 năm 2019                       | PlayStation 4             | EA Tiburon                                                        | [ 358 ]                 |
| Madden NFL 20                                                | 2 tháng 8 năm 2019                       | Xbox One                  | EA Tiburon                                                        | [ 358 ]                 |
| Madden NFL 20                                                | 2 tháng 8 năm 2019                       | Windows                   | EA Tiburon                                                        | [ 358 ]                 |
| The Sims 4: Realm of Magic                                   | 10 tháng 9 năm 2019                      | Macintosh                 | Maxis Redwood Shores                                              | [ 359 ]                 |
| The Sims 4: Realm of Magic                                   | 10 tháng 9 năm 2019                      | Windows                   | Maxis Redwood Shores                                              | [ 359 ]                 |
| The Sims 4: Realm of Magic                                   | 15 tháng 10 năm 2019                     | PlayStation 4             | Maxis Redwood Shores                                              | [ 359 ]                 |
| The Sims 4: Realm of Magic                                   | 15 tháng 10 năm 2019                     | Xbox One                  | Maxis Redwood Shores                                              | [ 359 ]                 |
| NHL 20                                                       | 13 tháng 9 năm 2019                      | PlayStation 4             | EA Vancouver                                                      | [ 360 ]                 |
| NHL 20                                                       | 13 tháng 9 năm 2019                      | Xbox One                  | EA Vancouver                                                      | [ 360 ]                 |
| FIFA 20                                                      | 27 tháng 9 năm 2019                      | Nintendo Switch           | EA Vancouver / EA Romania                                         | [ 361 ]                 |
| FIFA 20                                                      | 27 tháng 9 năm 2019                      | PlayStation 4             | EA Vancouver / EA Romania                                         | [ 361 ]                 |
| FIFA 20                                                      | 27 tháng 9 năm 2019                      | Windows                   | EA Vancouver / EA Romania                                         | [ 361 ]                 |
| FIFA 20                                                      | 27 tháng 9 năm 2019                      | Xbox One                  | EA Vancouver / EA Romania                                         | [ 361 ]                 |
| Plants vs. Zombies: Battle for Neighborville                 | 18 tháng 10 năm 2019                     | PlayStation 4             | PopCap Games                                                      | [ 362 ]                 |
| Plants vs. Zombies: Battle for Neighborville                 | 18 tháng 10 năm 2019                     | Windows                   | PopCap Games                                                      | [ 362 ]                 |
| Plants vs. Zombies: Battle for Neighborville                 | 18 tháng 10 năm 2019                     | Xbox One                  | PopCap Games                                                      | [ 362 ]                 |
| Plants vs. Zombies: Battle for Neighborville                 | 19 tháng 3 năm 2021                      | Nintendo Switch           | PopCap Games                                                      | [ 363 ]                 |
| NFS Heat                                                     | 8 tháng 11 năm 2019                      | PlayStation 4             | Ghost Games                                                       | [ 364 ]                 |
| NFS Heat                                                     | 8 tháng 11 năm 2019                      | Windows                   | Ghost Games                                                       | [ 364 ]                 |
| NFS Heat                                                     | 8 tháng 11 năm 2019                      | Xbox One                  | Ghost Games                                                       | [ 364 ]                 |
| The Sims 4: Discover University                              | 15 tháng 11 năm 2019                     | Macintosh                 | Maxis Redwood Shores                                              | [ 365 ]                 |
| The Sims 4: Discover University                              | 15 tháng 11 năm 2019                     | Windows                   | Maxis Redwood Shores                                              | [ 365 ]                 |
| The Sims 4: Discover University                              | 17 tháng 12 năm 2019                     | PlayStation 4             | Maxis Redwood Shores                                              | [ 365 ]                 |
| The Sims 4: Discover University                              | 17 tháng 12 năm 2019                     | Xbox One                  | Maxis Redwood Shores                                              | [ 365 ]                 |
| Star Wars Jedi: Fallen Order                                 | 15 tháng 11 năm 2019                     | PlayStation 4             | Respawn Entertainment                                             | [ 366 ] [ 367 ]         |
| Star Wars Jedi: Fallen Order                                 | 15 tháng 11 năm 2019                     | Windows                   | Respawn Entertainment                                             | [ 366 ] [ 367 ]         |
| Star Wars Jedi: Fallen Order                                 | 15 tháng 11 năm 2019                     | Xbox One                  | Respawn Entertainment                                             | [ 366 ] [ 367 ]         |
| Star Wars Jedi: Fallen Order                                 | 24 tháng 11 năm 2020                     | Stadia                    | Respawn Entertainment                                             | [ 368 ]                 |
| Star Wars Jedi: Fallen Order                                 | 11 tháng 6 năm 2021                      | PlayStation 5             | Respawn Entertainment                                             | [ 369 ] [ 370 ]         |
| Star Wars Jedi: Fallen Order                                 | 11 tháng 6 năm 2021                      | Xbox Series X/S           | Respawn Entertainment                                             | [ 369 ] [ 370 ]         |

| Tên                               | Nền tảng      | Nhà sản xuất            | Có liên quan    |
| --------------------------------- | ------------- | ----------------------- | --------------- |
| Batman: The Dark Knight           | PlayStation 3 | Pandemic Studios        | [ 371 ]         |
| Batman: The Dark Knight           | Xbox 360      | Pandemic Studios        | [ 371 ]         |
| Command & Conquer                 | Windows       | Victory Games           | [ 372 ]         |
| Dawngate                          | Windows       | Waystone Games          | [ 373 ]         |
| Miss Universe: The Game           | PlayStation 4 | EA Black Box            | [ 374 ] [ 375 ] |
| Miss Universe: The Game           | Windows       | EA Black Box            | [ 374 ] [ 375 ] |
| Miss Universe: The Game           | Xbox One      | EA Black Box            | [ 374 ] [ 375 ] |
| NBA Live 13                       | PlayStation 3 | EA Tiburon              | [ 267 ]         |
| NBA Live 13                       | Xbox 360      | EA Tiburon              | [ 267 ]         |
| Need for Speed: Edge              | Windows       | EA Spearhead / Nexon    | [ 376 ] [ 377 ] |
| Project Ragtag                    | PlayStation 4 | Visceral Games          | [ 378 ]         |
| Project Ragtag                    | Xbox One      | Visceral Games          | [ 378 ]         |
| Shadow Realms                     | Windows       | BioWare                 | [ 379 ]         |
| Titanfall Online                  | Windows       | Nexon / Electronic Arts | [ 380 ]         |
| Ultima X: Odyssey                 | Windows       | Origin Systems          | :352            |
| Warhammer Online: Wrath of Heroes | Windows       | BioWare Mythic          | [ 382 ]         |
| Star Wars: Rise to Power          | Android       | EA Capital Games        | [ 383 ]         |